# Chrząszcze Peru
Chrząszcze Peru, koleopterofauna Peru – ogół taksonów owadów z rzędu chrząszczy (Coleoptera), których występowanie stwierdzono na terenie Peru.

## Myxophaga

### Gałeczkowate(Sphaeriusidae)
W Peru stwierdzono 1 nieoznaczony gatunek z rodzaju Sphaerius.

### Hydroscaphidae
W Peru stwierdzono 1 nieoznaczony gatunek z rodzaju Hydroscapha.

## Chrząszcze drapieżne(Adephaga)

### Biegaczowate(Carabidae)
W Peru stwierdzono 721 gatunków:

- Anillotarsus tetramerus
- Bembidion allegroi
- Bembidion ancash
- Bembidion bordoni
- Bembidion callacalla
- Bembidion commissum
- Bembidion guzzettii
- Bembidion lares
- Bembidion mallmaense
- Bembidion oxapampa
- Bembidion pascoense
- Bembidion peruvianum
- Bembidion resignatum
- Bembidion riobamba
- Bembidion subapterum
- Bembidion zanettii
- Cryptocharidius mandubularis
- Erwiniana am
- Erwiniana angustia
- Erwiniana crassa
- Erwiniana esheje
- Erwiniana eugeneae
- Erwiniana exigupunctata
- Erwiniana gruti
- Erwiniana iris
- Erwiniana manusculptilis
- Erwiniana notesheje
- Erwiniana parkeri
- Erwiniana pfunorum
- Erwiniana protosculptilis
- Erwiniana punctisculptilis
- Erwiniana quadrata
- Erwiniana samiria
- Erwiniana sculpticollis
- Geballusa microtreta
- Gouleta cayennensis
- Gouleta gentryi
- Gouleta notiophiloides
- Inpa psydroides
- Liotachys antennatus
- Meotachys platyderus
- Pericompsus alcimus
- Pericompsus clitellaris
- Pericompsus hirsutus
- Pericompsus immaculatus
- Pericompsus rorschachinus
- Polyderis nympha
- Polyderis rapoporti
- Polyderis ucayali
- Brachinus atramentarius
- Brachinus bilineatus
- Brachinus hylaenus
- Brachinus olidus
- Brachinus xanthophryus
- Pheropsophus aequinoctialis
- Calophaena acuminata
- Calophaena azurea
- Calophaena bicincta
- Calophaena disticnta
- Calophaena dupuisi
- Calophaena ephippigera
- Calophaena hieroglyphica
- Calophaena moseri
- Calophaena peruana
- Calophaena pleurostigma
- Calosoma abbreviatum
- Calosoma fulgens
- Calosoma glabratum
- Calosoma peruviense
- Calosoma rufipenne
- Catapiesis brasiliensis
- Catapiesis nitida
- Homalomorpha castanea
- Chlaenius breviusculus
- Brasiella argentata
- Brasiella balzani
- Brasiella umbrogemmata
- Cheiloxya binotata
- Cicindela mathani
- Cicindela rufoaenea
- Cicindela trifasciata
- Cylindera malaris
- Cylindera mixtula
- Cylindera suturalis
- Eucallia boussingaulti
- Iresia egregia
- Iresia psyche
- Langea euprosopoides
- Langea mellicollis
- Metriocheila nigricollis
- Odontocheila annulicornis
- Odontocheila baeri
- Odontocheila castelnaui
- Odontocheila cayennensis
- Odontocheila confusa
- Odontocheila consobrina
- Odontocheila consobrina
- Odontocheila cyanella
- Odontocheila eximia
- Odontocheila ignita
- Odontocheila margineguttata
- Odontocheila marginilabris
- Odontocheila rufiscapis
- Odontocheila tricuspipenis
- Odontocheila trilbyana
- Oxycheila barkleyi
- Oxycheila fleutiauxi
- Oxycheila germaini
- Oxycheila haenschi
- Oxycheila oberthueri
- Oxycheila pseudoglabra
- Oxycheila pseudonigroaenea
- Oxycheila strandi
- Oxycheila weyrauchi
- Oxygonia buckleyi
- Oxygonia delia
- Oxygonia fleutiauxi
- Oxygonia floridula
- Oxygonia gloriola
- Oxygonia moronensis
- Oxygonia oberthueri
- Oxygonia prodiga
- Oxygonia schoenherri
- Oxygonia vuillefroyi
- Pentacomia chrysamma
- Pentacomia cribrata
- Pentacomia egregia
- Pentacomia lacordairei
- Pentacomia pentacomioides
- Pentacomia vallicola
- Pentacomia ventralis
- Phaeoxantha aequinoctialis
- Phaeoxantha klugii
- Pseudoxycheila andina
- Pseudoxycheila angustata
- Pseudoxycheila aymara
- Pseudoxycheila bipustulata
- Pseudoxycheila ceratoma
- Pseudoxycheila chaudoiri
- Pseudoxycheila confusa
- Pseudoxycheila immaculata
- Pseudoxycheila inca
- Pseudoxycheila lateguttata
- Pseudoxycheila lateguttata peruviana
- Pseudoxycheila nitidicollis
- Pseudoxycheila quechua
- Ronhuberia eurytarsipennis
- Tetracha brasiliensis
- Tetracha buchardi
- Tetracha chilensis
- Tetracha flammula
- Tetracha fulgida
- Tetracha horni
- Tetracha inca
- Tetracha latreillei
- Tetracha lucifera
- Tetracha pilosipennis
- Tetracha sobrina
- Tetracha spinosa
- Tetracha spixii
- Tetracha strandi
- Tetracha suturalis
- Ctenostoma agnatum
- Ctenostoma compactum
- Ctenostoma crucifrons
- Ctenostoma deuvei
- Ctenostoma formicarium
- Ctenostoma inca
- Ctenostoma magnum
- Ctenostoma metallicum
- Ctenostoma nigrum
- Ctenostoma obliquatum
- Ctenostoma plicaticolle
- Ctenostoma regium
- Ctenostoma rugicolle
- Ctenostoma sumlini
- Amblycoleus peruanus
- Amblycoleus pluriseriatus
- Askalaphium depressum
- Ctenodactyla batesi
- Leptotrachelus mexicanus
- Teukrus cruciatus
- Anaulacus ashei
- Anaulacus batesi
- Anaulacus erwini
- Anaulacus exiguus
- Anaulacus sericatus
- Tetragonoderus deuvei
- Tetragonoderus eximius
- Tetragonoderus foveicollis
- Tetragonoderus rivularis
- Tetragonoderus sivianus
- Tetragonoderus sticticus
- Neodrypta costigera
- Ancystroglossus dimidiaticornis
- Galerita affinis
- Galerita brachinoides
- Galerita inca
- Galerita jelskii
- Galerita simplicicarinata
- Galerita unicolor
- Amblygnathus bicolor
- Amblygnathus georgei
- Amblygnathus gilvipes
- Amblygnathus janthinus
- Amblygnathus suturalis
- Anisostichus laevis
- Gonicellus sp. A
- Harpalus turmalinus
- Notiobia aguilarorum
- Notiobia aulica
- Notiobia chalcites
- Notiobia disparilis
- Notiobia flavicincta
- Notiobia glabrata
- Notiobia incerta
- Notiobia moffetti
- Notiobia peruviana
- Notiobia schnusei
- Notiobia viridula
- Pelmatelus sp. A
- Pelmatelus sp. B
- Pelmatelus sp. C
- Pelmatelus sp. D
- Pelmatelus sp. E
- Pelmatelus sp. F
- Pelmatelus sp. G
- Pelmatelus sp. H
- Pelmatelus sp. I
- Pelmatelus sp. J
- Pelmatelus sp. K
- Pelmatelus sp. L
- Polpochila marginalis
- Polpochila sulcata
- Polpochila vicina
- Selenophorus punctiger
- Stenolophus badius
- Stenolophus debilis
- Stenolophus lentulus
- Stenolophus longicollis
- Trichopselaphus magnificus
- Trichopselaphus subiridescens
- Dailodontus cayennensis
- Helluobrochus brevicollis
- Helluobrochus cribratus
- Helluobrochus subrostratus
- Helluomorpha macroptera
- Helluomorphoides diana
- Helluomorphoides unicolor
- Pleuracanthus inca
- Anchonoderus montanus
- Anchonoderus roedingeri
- Aporesthus anomalus
- Aporesthus titschacki
- Lachnophorus gibbosus
- Lachnophorus integer
- Pseudophoriticus sp. A
- Pseudophoriticus sp. B
- Agra acuspina
- Agra acutidens
- Agra aeris
- Agra andina
- Agra azureipennis
- Agra basilewskyi
- Agra biexcavata
- Agra biolat
- Agra brunneitarsis
- Agra ce
- Agra clavata
- Agra cochlearis
- Agra communis
- Agra conhormigas
- Agra conicollis
- Agra crassipes
- Agra crebrefoveata
- Agra dentipennis
- Agra dominula
- Agra dora
- Agra exsculpta
- Agra fallax
- Agra fimbriata
- Agra foraminosa
- Agra grace
- Agra huambana
- Agra humboldti
- Agra inca
- Agra iota
- Agra iquitosana
- Agra ketschuana
- Agra klugii
- Agra lacrymosa
- Agra laetipes
- Agra lamproptera
- Agra latifemoris
- Agra limulus
- Agra lindae
- Agra longelytrata
- Agra magnifica
- Agra manu
- Agra mathani
- Agra misella
- Agra mnemosine
- Agra modesta
- Agra monticola
- Agra mulieris
- Agra multipunctata
- Agra nigritarsis
- Agra nigrotibiata
- Agra nodicornis
- Agra obscuritibiis
- Agra pala
- Agra pearsoni
- Agra peruana
- Agra plantipedis
- Agra platyscelis
- Agra pseudoboliviana
- Agra pseudomoesta
- Agra pseudovarians
- Agra punctulata
- Agra quadrilamata
- Agra quararibea
- Agra regina
- Agra rubrofemorata
- Agra rubroviolacea
- Agra rufonigra
- Agra saltatrix
- Agra samiria
- Agra satipo
- Agra saundersi
- Agra seriefoveata
- Agra servatorum
- Agra seticollis
- Agra setigera
- Agra simillima
- Agra sphenarion
- Agra spinicauda
- Agra splendida
- Agra strangulata
- Agra striatopunctata
- Agra tarapoto
- Agra tarapotoana
- Agra tingo
- Agra tingomaria
- Agra titschacki
- Agra trochanterica
- Agra tuberculata
- Agra tuitis
- Agra vation
- Agra venatrix
- Agra venustula
- Agra vidua
- Agra viridicollis
- Agra vulgaris
- Calleida horni
- Calleida jeanneli
- Calleida migratoria
- Calleida mniszechi
- Calleida prolixa
- Calleida tibialis
- Calleida titschacki
- Calleida viridiaurea
- Catascopus brasiliensis
- Chelonodema albovariegata
- Chelonodema boliviensis
- Chelonodema erotyloides
- Chelonodema sellata
- Chelonodema toroana
- Coptodera acutipennis
- Coptodera chalcites
- Coptodera cupreotincta
- Coptodera erwini
- Coptodera festiva
- Coptodera megalops
- Coptodera nigrostriata
- Coptodera nitidula
- Coptodera pakitza
- Coptodera picea
- Coptodera tripartita
- Coptodera tripucntata
- Coptodera undulata
- Coptodera versicolor
- Coptodera waytkowskii
- Cylindronotum chalceum
- Epikastea biolat
- Epikastea grace
- Epikastea mancocapac
- Epikastea poguei
- Eucheila boliviana
- Eucheila breviformis
- Eucheila costulata
- Eucheila erwini
- Eucheila inpa
- Eucheila marginata
- Eucheila mateui
- Eucheila purpurea
- Eucheila reichardti
- Eucheila flavilabris
- Eurycoleus fofus
- Eurycoleus poecilopterus
- Eurycoleus tredecimpunctatus
- Gallerucidia basinotata
- Hybopteroides biolat
- Hybopteroides karolynae
- Lebia andina
- Lebia angustula
- Lebia callanga
- Lebia declivis
- Lebia diehli
- Lebia distigma
- Lebia exigua
- Lebia furcatula
- Lebia graphica
- Lebia horni
- Lebia jucunda
- Lebia lauta
- Lebia mesoxantha
- Lebia peruana
- Lebia reticulata
- Lebia sculpticollis
- Lebia silvatica
- Lebia trullata
- Lebia vilcanota
- Lelis quadrisignata
- Lelis rutila
- Mimodromius altus
- Mimodromius bicolor
- Mimodromius leleupi
- Mimodromius lojanus
- Mimodromius negrei
- Mimodromius peruvianus
- Mimodromius weyrauchi
- Negrea peruviana
- Nemotarsus titschacki
- Pseudotoglossa inaequalis
- Pseudotoglossa terminalis
- Stenognathus crenulatus
- Stenognathus dentifer
- Stenognathus jauja
- Stenognathus luctuosus
- Stenognathus melanarius
- Stenognathus plaumanni
- Thoasia rugifrons
- Badister amazonus
- Metius apicalis
- Metius auratoides
- Metius cordatulus
- Metius incertus
- Metius loeffleri
- Metius mateui
- Metius negrei
- Metius obtusus
- Metius peruvianus
- Metius quadricollis
- Metius striatus
- Metius striolatus
- Metius submetallicus
- Metius titschacki
- Morion cordatus
- Morion cyclomus
- Morion simplex
- Moriosomus motschulskyi
- Colliuris crispa
- Colliuris emdeni
- Colliuris excellens
- Colliuris flavipes
- Colliuris laeviceps
- Colliuris maculipennis
- Colliuris peruana
- Colliuris robusta
- Colliuris rugicollis
- Stenocheila lacordairei
- Dercylus buckleyi
- Dercylus catenatus
- Dercylus heynei
- Dercylus mathani
- Filicerozaena reducticollis
- Ozaena manu
- Pachyteles peruvianus
- Platycerozaena
- Eripus franzi
- Pentagonica roedingeri
- Diploharpus sp. A
- Dysocolus sp. A
- Dysocolus sp. B
- Dysocolus sp. C
- Dysocolus sp. D
- Dysocolus sp. E
- Dysocolus sp. F
- Dysocolus sp. G
- Dysocolus sp. H
- Dysocolus sp. I
- Dysocolus sp. J
- Dysocolus sp. K
- Dysocolus sp. L
- Dysocolus sp. M
- Dysocolus sp. N
- Glyptolenus sp. A
- Incagonum inca
- Incagonum mateui
- Platynus aemulus
- Platynus ambagiosus
- Platynus callanga
- Platynus contumaza
- Platynus cyphopterus
- Platynus etonii
- Platynus giachinoi
- Platynus interstitialis
- Platynus jelskii
- Platynus matucana
- Platynus nebrianus
- Platynus punoensis
- Platynus schunkei
- Manumorpha biolat
- Samiriamorpha grace
- Tropopterus peruvianus
- Abaris basistriata
- Abaris opaca
- Abaris striolata
- Blennidus abditus
- Blennidus abramalagae
- Blennidus angularis
- Blennidus anxius
- Blennidus aulacostigma
- Blennidus azurescens
- Blennidus bellesi
- Blennidus bordoni
- Blennidus crassus
- Blennidus curtatus
- Blennidus cuzcanus
- Blennidus diminutus
- Blennidus egens
- Blennidus etontii
- Blennidus euphaenops
- Blennidus ferrugineicornis
- Blennidus filicornis
- Blennidus fitzcarraldi
- Blennidus foveatus
- Blennidus franzanus
- Blennidus huascarani
- Blennidus idioderus
- Blennidus inca
- Blennidus jelskii
- Blennidus laevis
- Blennidus languens
- Blennidus laurentianus
- Blennidus longiloba
- Blennidus mateui
- Blennidus mathani
- Blennidus mauritii
- Blennidus mesotibialis
- Blennidus minor
- Blennidus negrei
- Blennidus nigritulus
- Blennidus olivaceus
- Blennidus orbicollis
- Blennidus pachycerus
- Blennidus pascoensis
- Blennidus peruvianus
- Blennidus phaenogonus
- Blennidus pinguis
- Blennidus procerus
- Blennidus pseudolaevis
- Blennidus pseudoperuvianus
- Blennidus quadrilmatus
- Blennidus rectangulus
- Blennidus refleximargo
- Blennidus robustulus
- Blennidus straneoi
- Blennidus sublaevis
- Blennidus tardus
- Blennidus tenenbaumi
- Blennidus ticlianus
- Blennidus unistria
- Blennidus vancoveriensis
- Blennidus vereshaginae
- Loxandrus rotundicollis
- Loxandrus semperfidelis
- Loxandrus sericeus
- Metoncidus epiphytus
- Metoncidus gracilis
- Parhypates herberti
- Pseudobarys sp.
- Tichonilla peruana
- Trirammatus chaudoiri
- Trirammatus substriatulus
- Ardistomis seriepunctatus
- Camptidius ophthalmicus
- Camptodontus amazonum
- Distichus angustiformis
- Distichus ebeninus
- Distichus peruvianus
- Distichus semicarinatus
- Distichus smithi
- Distichus trivialis
- Dyschirius macrophthalmus
- Dyschirius peruanus
- Dyschirius selvas
- Dyschirius weyrauchi
- Forcipator grandis
- Kultianella sulcicollis
- Oxydrepanus micans
- Scarites aberrans
- Scarites illustris
- Scarites similis
- Scarites vilcanotanus
- Schizogenius dyschirioides
- Schizogenius impressicollis
- Schizogenius janae
- Schizogenius putzeysi
- Schizogenius sellatus
- Schizogenius xanthopus
- Semiardistomis exspectatus
- Semiardistomis glabratus
- Semiardistomis jedlickai
- Semiardistomis major
- Semiardistomis pallipes
- Stratiotes batesi
- Whiteheadiana minor
- Andinodontis maveetyae
- Andinorites convexus
- Andinorites crypticola
- Andinorites peruvianus
- Andinorites striatus
- Andinorites troglophilus
- Andinorites vilchezi
- Aputrechisibus dubius
- Incatrechus lagunensis
- Incatrechus pilosus
- Incatrechus rattii
- Incatrechus tenuis
- Luyatrechus cuelapensis
- Oxytrechus cyathiderus
- Oxytrechus gitzeni
- Oxytrechus paredesi
- Perucharidius andinus
- Pseudotrechisibus sphaericus
- Putzeysius coecus
- Trechisibus acutangulus
- Trechisibus alticola
- Trechisibus amesi
- Trechisibus amplipennis
- Trechisibus arduus
- Trechisibus bellesi
- Trechisibus bohorquezae
- Trechisibus bordoni
- Trechisibus brevicornis
- Trechisibus callanganus
- Trechisibus chacasinus
- Trechisibus chaudoiri
- Trechisibus chucurensis
- Trechisibus convexiusculus
- Trechisibus crassipes
- Trechisibus cuzcoensis
- Trechisibus decensii
- Trechisibus dispar
- Trechisibus eleonorae
- Trechisibus franzi
- Trechisibus gigas
- Trechisibus gonzalesi
- Trechisibus homaloderoides
- Trechisibus inca
- Trechisibus incertus
- Trechisibus infuscatus
- Trechisibus lacunensis
- Trechisibus lamasi
- Trechisibus laresensis
- Trechisibus latellai
- Trechisibus leechi
- Trechisibus liberatrix
- Trechisibus loeffleri
- Trechisibus martinezi
- Trechisibus maucauensis
- Trechisibus michelbacheri
- Trechisibus minutus
- Trechisibus missionis
- Trechisibus nicki
- Trechisibus obesus
- Trechisibus olympicus
- Trechisibus orophilus
- Trechisibus ovalis
- Trechisibus pascoensis
- Trechisibus patarcochae
- Trechisibus peruvianus
- Trechisibus pierrei
- Trechisibus pluvialis
- Trechisibus punaensis
- Trechisibus quierocochensis
- Trechisibus quietus
- Trechisibus rarianus
- Trechisibus rossi
- Trechisibus schmidti
- Trechisibus spelaeus
- Trechisibus subglobosus
- Trechisibus tenuitarsis
- Trechisibus theresiae
- Trechisibus ticliensis
- Trechisibus tripunctatus
- Trechisibus trisetosus
- Trechisibus ukupachensis
- Trechisibus valenciai
- Trechisibus variicornis
- Trechisibus veneroi
- Trechisibus ventricosus
- Trechisibus vivesi
- Trechisibus wachucochae
- Trechisibus yanamensis

### Flisakowate(Haliplidae)
W Peru stwierdzono 3 gatunki:
- Haliplus heppneri
- Haliplus ornatipennis
- Haliplus peruanus

### Krętakowate(Gyrinidae)
W Peru stwierdzono 19 gatunków:
- Andogyrus buculus
- Andogyrus colombicus
- Andogyrus ohausi
- Andogyrus peruvianus
- Andogyrus viscus
- Andogyrus zimmermanni
- Gyretes inflatus
- Gyretes nitidulus
- Gyretes peruvianus
- Gyretes scaphidiformis
- Gyretes sericeus
- Gyretes sexualis
- Gyretes suturalis
- Gyrinus gibbus
- Gyrinus baeri
- Gyrinus chiliensis
- Gyrinus nigellus
- Gyrinus peruvianus
- Gyrinus punctipennis

### Noteridae
W Peru stwierdzono 4 gatunki:
- Hydrocanthus debilis
- Hydrocanthus socius
- Suphis minutus
- Suphisellus grammicus

### Pływakowate(Dytiscidae)
W Peru stwierdzono 73 gatunki:

- Agametrus monticola
- Agametrus peruvianus
- Agametrus rotundatus
- Leuronectes andinus
- Rhantus advena
- Rhantus blancasi
- Rhantus calidus
- Rhantus discicollis
- Rhantus peruvianus
- Rhantus signatus
- Agaporomorphus grandisinuatus
- Agaporomorphus knischi
- Agaporomorphus silvaticus
- Agaporomorphus tambopatensis
- Aglymbus eminens
- Copelatus amazonicus
- Copelatus blancasi
- Copelatus externus
- Copelatus flavicans
- Copelatus fryi
- Copelatus mathani
- Copelatus normalis
- Copelatus speciosus
- Copelatus substriatus
- Thermonectus margineguttatus
- Thermonectus succinctus
- Megadytes laevigatus
- Megadytes steinheili
- Eretes sticticus
- Hydrodytes opalinus
- Amarodytes undulates
- Bidessonotus melanocephalus
- Bidessonotus obtusatus
- Bidessonotus tibialis
- Bidessonotus truncates
- Brachyvatus apicatus
- Hypodessus crucifer
- Hypodessus frustrator
- Hypodessus titschacki
- Liodessus acollensis
- Liodessus affinis
- Liodessus andinus
- Liodessus cancellosus
- Liodessus delfini
- Liodessus flavofasciatus
- Neobidessus alvarengai
- Neobidessus bolivari
- Desmopachria annae
- Desmopachria balionota
- Desmopachria pilosa
- Desmopachria striga
- Desmopachria striola
- Desmopachria tambopatensis
- Celina latipes
- Derovatellus lentus
- Derovatellus peruanus
- Derovatellus spangleri
- Vatellus annae
- Vatellus drymetes
- Vatellus grandis
- Vatellus lateralis
- Hydrodessus amazonensis
- Hydrodessus nanayensis
- Laccophilus fasciatus terminalis
- Laccophilus intermedius
- Laccophilus mathani
- Laccophilus nastus
- Laccophilus normifer
- Laccophilus oberthueri
- Laccophilus plagiatus
- Laccophilus ploterus
- Lancetes nigriceps
- Lancetes praemorsus

## Chrząszcze wielożerne(Polyphaga)

### Biedronkowate(Coccinellidae)
W Peru stwierdzono 329 gatunków:

- Coccidophilus citricola
- Coccidophilus lozadai
- Coccidophilus occidentalis
- Delphastus anthracinus
- Delphastus berryi
- Delphastus huahuai
- Delphastus quinculus
- Prodilis maculata
- Eupalea venusta
- Mimoscymnus rossi
- Rhyzobius lophanthae
- Poria rubens
- Chnoodes abendrothi
- Chnoodes decemmaculata
- Chnoodes dorsalis
- Chnoodes maculamantis
- Chnoodes separata
- Chnoodes splendidus
- Chnoodes terminalis
- Dioria zonata
- Exoplectra ruberrima
- Exoplectra spatularis
- Gordonita anomala
- Incurvus lesnei
- Gordonoryssomus mirnae
- Azya satipoi
- Azya scutata
- Azya orbigera
- Azya orbigera ecuadorica
- Azya weyrauchi
- Pseudoazya boliviana
- Anovia peruviana
- Anovia punica
- Rodolia cardinalis
- Zenoria discoidalis
- Zenoria dozieri
- Zenoria lativerpa
- Zenoria papryzyckii
- Zenoria peruviana
- Zenoria purpurea
- Zenoria sylvatica
- Zenoria variabilis
- Parastethorus histrio
- Stethorus grossepunctatus
- Stethorus peruvianus
- Stethorus tridens
- Nephaspis acuta
- Nephaspis aquarius
- Nephaspis isabelae
- Scymnobius ecuadoricus
- Scymnobius galapagoensis
- Scymnobius triangularis
- Scymnus cerinotum
- Scymnus curviger
- Scymnus demerarensis
- Scymnus discimacula
- Scymnus hamatus
- Scymnus quadrimaculatus
- Scymnus labiatus
- Scymnus loewii
- Scymnus mesomelas
- Scymnus notatus
- Scymnus paprzyckii
- Scymnus peruanus
- Scymnus reyi
- Scymnus rubicundus
- Scymnus simillinus
- Scymnus spanglerorum
- Scymnus vulneratus
- Diomus angela
- Diomus anthony
- Diomus bruno
- Diomus castilloi
- Diomus chrysanthus
- Diomus chrysogonus
- Diomus cyril
- Diomus damasus
- Diomus daria
- Diomus eleutherius
- Diomus eudes
- Diomus eusebius
- Diomus frances
- Diomus hippolytus
- Diomus hyacinthus
- Diomus innocentius
- Diomus jerome
- Diomus juliana
- Diomus leonard
- Diomus macarius
- Diomus martha
- Diomus melchiades
- Diomus protase
- Diomus secunda
- Diomus seminulus
- Diomus slipinskii
- Diomus thomas
- Diomus thoracicus
- Diomus tucumanus
- Diomus westwerduijni
- Diomus william
- Diomus xenon
- Zagloba mimica
- Zilus miroi
- Cryptognatha auriculata
- Cryptognatha gemellata
- Curticornis bicolor
- Curticornis satipensis
- Pentilia cincta
- Pentilia dispar
- Pentilia minuta
- Pentilia specularis
- Clypeaspis trilineata
- Diazonema fallax
- Diazonema pubescens
- Hyperaspidius trimaculatus
- Hyperaspis arida
- Hyperaspis cingulata
- Hyperaspis esmeraldas
- Hyperaspis festiva
- Hyperaspis matronata
- Hyperaspis onerata
- Hyperaspis prolata
- Hyperaspis proserpinae
- Hyperaspis satipoensis
- Hyperaspis vetusta
- Menoscelis saginata
- Peruaspis hypocrita
- Peruaspis paprzyckii
- Tenuisvalvae bisquinquepustulata
- Tenuisvalvae bromelicola
- Brachiacantha april
- Brachiacantha bistripustulata
- Brachiacantha blandula
- Brachiacantha bruchi
- Brachiacantha buckleyi
- Brachiacantha darlene
- Brachiacantha groendali
- Brachiacantha hazel
- Brachiacantha jamie
- Brachiacantha loricata
- Brachiacantha octopustulata
- Cyrea blandula
- Cyrea jocosa
- Cyrea propria
- Cyrea renifera
- Cyrea staudingeri
- Cyrea thriacantha
- Dilatitibialis carolinae
- Dilatitibialis connie
- Dilatitibialis edith
- Dilatitibialis ellen
- Dilatitibialis florence
- Dilatitibialis luteola
- Dilatitibialis mulsanti
- Dilatitibialis semicincta
- Dilatitibialis shannon
- Dilatitibialis thelma
- Serratitibia abendrothi
- Serratitibia barbara
- Serratitibia beverly
- Serratitibia bonnie
- Serratitibia dennise
- Serratitibia donna
- Serratitibia doris
- Serratitibia fraudulenta
- Serratitibia heather
- Serratitibia judy
- Serratitibia julie
- Serratitibia katherine
- Serratitibia kimberly
- Serratitibia laura
- Serratitibia loreto
- Serratitibia mary
- Serratitibia melissa
- Serratitibia paprzycki
- Serratitibia quincemil
- Serratitibia regularis
- Serratitibia satipoensis
- Serratitibia susan
- Serratitibia teresa
- Serratitibia uncinata
- Curinus coeruleus
- Exochomus orbiculus
- Harpasus quadrifolium
- Zagreus decempunctatus
- Zagreus hexasticta
- Anatis lebasi
- Cirocolla conspicillata
- Coleomegilla maculata limensis
- Coleomegilla occulta
- Cycloneda ancoralis
- Cycloneda andresi
- Cycloneda arcula
- Cycloneda ecuadorica
- Cycloneda ebenina
- Cycloneda fryii
- Cycloneda marcapatae
- Cycloneda reclusa
- Cycloneda sanguinea
- Eriopis alticola
- Eriopis canrash
- Eriopis concordia
- Eriopis connexa
- Eriopis heliophila
- Eriopis huancavelicae
- Eriopis lawalawani
- Eriopis minima
- Eriopis nobilis
- Eriopis peruviana
- Eriopis punicola
- Eriopis sebastiani
- Harmonia axyridis
- Hippodamia convergens
- Neda patula
- Neda boliviana
- Neda ochracea
- Neda cardinalis
- Neda ostrina
- Neocalvia blanchardi
- Olla roatanensis
- Paraneda pallidula guticollis
- Oxytella longula
- Psyllobora abancayana
- Psyllobora confluens
- Psyllobora huancayensis
- Psyllobora lutescens
- Psyllobora peruana
- Pristonema coccinea
- Adira nucula
- Epilachna aureola
- Epilachna aureopilosa
- Epilachna basalis
- Epilachna bisbivittata
- Epilachna bonplandi
- Epilachna cacica
- Epilachna callangae
- Epilachna ciliata
- Epilachna confixa
- Epilachna consimilis
- Epilachna convergens
- Epilachna cuscoi
- Epilachna cushmani
- Epilachna discoidea
- Epilachna discolor
- Epilachna dives
- Epilachna divisa
- Epilachna divisoides
- Epilachna dorsigera
- Epilachna emerita
- Epilachna esemephata
- Epilachna eusema
- Epilachna fausta
- Epilachna fenestrata
- Epilachna fenestroides
- Epilachna flavofasciata
- Epilachna furtiva
- Epilachna fuscopilosa
- Epilachna geometrica
- Epilachna honesta
- Epilachna ignobilis
- Epilachna incaorum
- Epilachna languida
- Epilachna lepida
- Epilachna mandibularis
- Epilachna monovittata
- Epilachna mutabilis
- Epilachna nigrovittata
- Epilachna obliqua
- Epilachna olmosi
- Epilachna ostensa
- Epilachna ostensoides
- Epilachna oviforma
- Epilachna pachiteensis
- Epilachna paenulata
- Epilachna parastriata
- Epilachna pastica
- Epilachna patricia
- Epilachna peltata
- Epilachna pemptea
- Epilachna persimilis
- Epilachna peruviana
- Epilachna propinqua
- Epilachna pseudolepida
- Epilachna pseudostriata
- Epilachna quirozensis
- Epilachna satipensis
- Epilachna schunkei
- Epilachna sellata
- Epilachna sexmaculata
- Epilachna simulans
- Epilachna staudingeri
- Epilachna strictanotata
- Epilachna striola
- Epilachna sztolcmani
- Epilachna transverselineata
- Epilachna velata
- Epilachna viridilineata
- Epilachna viridinitens
- Epilachna vittigera
- Epilachna v-pallidum
- Epilachna woytkowskii
- Toxotoma andicola
- Toxotoma chapini
- Toxotoma cuzcoensis
- Toxotoma disparans
- Toxotoma huanucoi
- Toxotoma imitator
- Toxotoma leechi
- Toxotoma longicrura
- Toxotoma mimetica
- Toxotoma nunenmacheri
- Toxotoma opulenta
- Toxotoma orbicula
- Toxotoma pilifera
- Toxotoma pulchra
- Toxotoma rosae
- Toxotoma rugulosa
- Toxotoma soukupi
- Toxotoma townsendi
- Toxotoma tridentata
- Toxotoma venusta
- Toxotoma weuyrauchi
- Eremochilus peregrinus
- Lorma paprzyckii
- Mada amazona
- Mada circumflua
- Mada elegans
- Mada insolitaphallus
- Mada nexophallus

### Bogatkowate(Buprestidae)
W Peru stwierdzono 110 gatunków:

- Dismorpha tenuis
- Agrilus atahualpa
- Agrilus augustus
- Agrilus cordillerae
- Agrilus huascar
- Agrilus maculatus
- Agrilus hilaris
- Agrilus sp. 1
- Agrilus sp. 2
- Agrilus sp. 3
- Agrilus sp. 4
- Agrilus sp. 5
- Agrilus sp. 6
- Paragrilus nigritus
- Paragrilus peruvianus
- Paragrilus punctifrons
- Brachys carinicollis
- Brachys occidentalis
- Brachys sp. 1
- Brachys sp. 2
- Taphrocerus tenuis
- Taphrocerus sp. 1
- Taphrocerus sp. 2
- Taphrocerus sp. 3
- Taphrocerus sp. 4
- Taphrocerus sp. 5
- Taphrocerus sp. 6
- Taphrocerus sp. 7
- Taphrocerus sp. 8
- Taphrocerus depilis
- Taphrocerus finitimus
- Pachyschelus aeneicollis
- Pachyschelus alatus
- Pachyschelus austerus
- Pachyschelus brevis
- Pachyschelus sp. 1 cf collaris
- Pachyschelus sp. 1 cf nigricollis
- Pachyschelus erichsoni
- Pachyschelus gemellus
- Pachyschelus grassator
- Pachyschelus inca
- Pachyschelus jucundus
- Pachyschelus kerremansi
- Pachyschelus occidentalis
- Pachyschelus peruvianus
- Pachyschelus rambouseki
- Pachyschelus rotundatus
- Pachyschelus virens
- Pachyschelus viridescens
- Pachyschelus viridulus
- Euhylaeogena cognata
- Euhylaeogena compar
- Euhylaeogena lata
- Euhylaeogena nana
- Euhylaeogena planifrons
- Euhylaeogena sp. 1
- Euhylaeogena sp. 2
- Euhylaeogena sp. 3
- Lius bicolor
- Lius emarginatus
- Lius observans
- Callimicra coraeboides
- Callimicra ignobilis
- Callimicra occidentalis
- Callimicra peruviana
- Leiopleura aerate
- Leiopleura cincta
- Leiopleura colorata
- Leiopleura inca
- Leiopleura inornata
- Leiopleura limae
- Leiopleura nigrocoerulea
- Leiopleura nobilis
- Leiopleura peruviae
- Leiopleura peruviana
- Leiopleura tristis
- Leiopleura sp. 1
- Leiopleura sp. 2
- Buprestis rufipes
- Bilyaxia concinna
- Colobogaster bella
- Colobogaster peruviana
- Colobogaster weingaertneri
- Chrysobothris banghaasi
- Chrysobothris hypochloris
- Chrysobothris peruviae
- Chrysobothris sp. 1
- Chrysobothris sp. 2
- Chrysobothris sp. 3
- Chrysobothris sp. 4
- Chrysobothris sp. 5
- Actenodes chalybaeitarsis
- Actenodes nobilis nobilis
- Actenodes nobilis peruanicus
- Actenodes sp. nr nobilis
- Conognatha rogersii
- Lasionota espanoli
- Chrysesthes sp. 1
- Halecia deliciosa
- Halecia simplex
- Halecia parallela
- Halecia simplex
- Pelecopselaphus blandus peruvianus
- Pelecopselaphus blandus blandus
- Euchroma giganteum inca
- Euchroma giganteum peruanum
- Ectinogonia bellamyi
- Pseudolampetis cincta
- Lampetis peruana
- Pseudolampetis bilineata
- Pseudolampetis circumsulcata
- Pseudolampetis fasciata
- Pseudolampetis cincta
- Pseudolampetis circumsulcata
- Pseudolampetis plagiata
- Pseudolampetis soukupi
- Polycesta bicolor
- Mastogenius peruvianus
- Mastogenius sp. 1
- Perucola picturata

### Cerophytidae
W Peru stwierdzono 1 gatunek:
- Brachycerophytum sinchona

### Chelonariidae
W Peru stwierdzono 11 gatunków:
- Chelonarium aciculare
- Chelonarium assimile
- Chelonarium baeri
- Chelonarium brevius
- Chelonarium corpulentum
- Chelonarium diversepubescens
- Chelonarium emys
- Chelonarium grouvellei
- Chelonarium luctuosum
- Chelonarium parcecrenatium
- Chelonarium signatum

### Clambidae
W Peru stwierdzono 7 gatunków:
- Clambus impressipennis
- Clambus inca
- Clambus mirandanus
- Clambus peruanus
- Clambus semicaecus
- Clambus signatus
- Clambus uncus

### Czarnuchowate(Tenebrionidae)
W Peru stwierdzono 353 gatunki:

- Allecula ainaensis
- Allecula debilis
- Cteisa hirta
- Lobopoda claveri
- Lobopoda diehli
- Lobopoda impressa
- Lobopoda inculta
- Lobopoda peruviana
- Lobopoda quinqueimpressa
- Lobopoda umbrosa
- Lystronychus sp.
- Prostenus clavipes longicollis
- Prostenus peruanus
- Xystropus ainaensis
- Xystropus blandus
- Xystropus pilosus
- Gondwanocrypticus sp.
- Adelina sp.
- Cosmonota picta picta
- Cosmonota picta erythropus
- Cosmonota peruana
- Gnathocerus cornutus
- Liodema maculatum
- Liodema serricorne
- Neomida castanea
- Neomida cioides
- Neomida distans
- Neomida hoffmanseggi
- Neomida pogonocera
- Platydema erotyloides
- Platydema histrionica
- Platydema guatemalensis
- Platydema janus
- Platydema quindecimmaculatus
- Platydema tibiale
- Platydema transversum
- Platydema xanthostigmatum
- Ulomoides dermestoides
- Corticeus notialis
- Corticeus rufipes
- Phaleria gayi
- Phaleria pacifica
- Phaleria subparallela
- Adelonia sp.
- Anaedus angusticollis
- Anaedus rufocinctus
- Gamaxus hauxwelli
- Goniadera simplex
- Goniadera alternata
- Goniadera ampliata
- Goniadera ardoini
- Goniadera barclayi
- Goniadera claveri
- Goniadera dissipata
- Goniadera distinctipennis
- Goniadera girardi
- Goniadera impressa
- Goniadera interrupta
- Goniadera novemcostata
- Goniadera obscuriceps
- Goniadera repanda
- Goniadera oculata
- Paratenetus latipennis
- Phobelius metallicus
- Phymatestes bomansi
- Phymatestes monstrosus
- Phymatestes oedipus
- Phymatestes opacus
- Phymatestes rosemariae
- Colparthrum bicinctum
- Colparthrum elegantulum
- Colparthrum kolbei
- Colparthrum nigrum
- Colparthrum spinicauda
- Gebienia atricolor
- Gebienia fissicollis
- Gebienia impressicollis
- Gebienia rimulosa
- Lagriola denticulata
- Lagriola operosa
- Statira aliena
- Statira anthicoides anthicoides
- Statira anthicoides staudingeri
- Statira caelata
- Statira callangana
- Statira calophaenoides
- Statira casaensis
- Statira chloroptera
- Statira consobrina
- Statira coxalis
- Statira cupreoviridis
- Statira distigma
- Statira filicornis
- Statira laccata
- Statira maculipennis
- Statira nigroapicalis
- Statira nitidicollis
- Statira pallidipes
- Statira peruana
- Statira propinqua
- Statira relucens
- Statira semicatenata
- Statira semicuprea
- Statira setosella
- Statira vigintipunctata
- Statira viridinotata
- Thoracostira sculpta
- Uroplatopsis peruviana
- Uroplatopsis vitticollis
- Nilio borchmanni
- Nilio lafertei
- Nilio latipenne
- Nilio margaritaceus
- Nilio marginellus
- Nilio peruvianus
- Nilio testaceus
- Nilio violaceus
- Nilio vulpinus
- Phrenapates dux
- Molion cervus
- Peneta sp.
- Esemephe tumi
- Caenocrypticoides penai
- Caenocrypticoides peruanus
- Lepidocnemeplatia serice
- Lepidocnemeplatia laticollis
- Hylithus alpinus simplex
- Hylithus curtus
- Hylithus humilis
- Hylithus peruensis peruensis
- Hylithus peruensis complicans
- Kocakia opaca
- Prohylithus barbatus
- Prohylithus kulzeri
- Prohylithus peruanus
- Psammetichus carinatus
- Psammetichus costatus
- Psammetichus dissimilis
- Psammetichus gracilis
- Psammetichus kulzeri
- Epitragopsis antennatus
- Epitragopsis batesi bothrotiformis
- Epitragopsis batesi peruensis
- Epitragopsis diremptus
- Epitragopsis olivaceus olivaceus
- Epitragopsis olivaceus onensis
- Epitragopsis rotundicollis
- Epitragus sallaei
- Hemasodes peruensis
- Omopheres difficilis peruensis
- Parepitragus ater ater
- Parepitragus ater rossi
- Parepitragus ater marcuzzi
- Parepitragus macrophtalmus
- Parepitragus pulverulentus pulverulentus
- Parepitragus pulverulentus denticep
- Parepitragus solieri
- Phytophylus helopioides
- Achanius angusticollis
- Achanius anthicoides
- Achanius castanescens
- Achanius minutus
- Achanius obscurus
- Achanius piceofuscus
- Achanius peruensis
- Achanius rhinosomoides
- Aryenis haagi
- Chorasmius procerus
- Evaniosomus crassicornis
- Evaniosomus declivis
- Evaniosomus orbygnianus
- Melaphorus elegans
- Melaphorus reichei
- Vaniosus paradoxus
- Pilobalia alboscripta
- Pilobalia baeri
- Pilobalia becki
- Pilobalia blancasi
- Pilobalia crassicornis
- Pilobalia crassicosta
- Pilobalia decorata decorata
- Pilobalia decorata titschaki
- Pilobalia dorsoplicata
- Pilobalia freyi
- Pilobalia gracilipes
- Pilobalia haagi
- Pilobalia lineata
- Pilobalia loffleri
- Pilobalia michelbacheri
- Pilobalia oberthuri
- Pilobalia ornata
- Pilobalia philippi
- Pilobalia ruficollis
- Pilobalia soror
- Pilobalia subnuda
- Pilobalia tenella
- Pilobalia tristis
- Pilobalia unicolor
- Pilobalia voogdi
- Pilobalia weyrauchi
- Psectrascelis aequalis
- Psectrascelis laevigata laevigata
- Psectrascelis laevigata rufipes
- Psectrascelis marginipennis
- Psectrascelis politicollis
- Psectrascelis subplanata
- Philorea acunai
- Philorea escomeli
- Philorea koepckei
- Philorea leechi
- Philorea michelbacheri
- Philorea mucronata
- Philorea opaca
- Philorea penai
- Philorea peruana
- Philorea picipes
- Philorea pilosula
- Philorea rossi
- Philorea setipennis
- Philorea stangei
- Philorea weyrauchi
- Physogasterinus lanuginosus
- Parapraocis fumaria
- Parapraocis rossi
- Parapraocis vagecostata
- Pilobaloderes gebieni
- Platyholmus brevis
- Platyholmus canus
- Platyholmus nigrinus
- Platyholmus peruanus
- Platyholmus subglaber
- Platyholmus variolosus
- Praocidia acuticollis
- Praocidia nervosa
- Praocis brevicornis
- Praocis forsteri
- Praocis grossa
- Praocis obesa
- Praocis peltata
- Praocis peruana
- Praocis titschaki
- Praocis weyrauchi
- Praocis (Orthogonoderes)variolosa variolosa
- Praocis (Orthogonoderes)variolosa laxepunctata
- Praocis (Praocida)montana
- Discopleurus peruanus
- Grammicus antennatus
- Grammicus chilensis
- Cordibates fuscus
- Cordibates michelbacheri
- Cordibates minor
- Cordibates nitidus
- Cordibates opacus
- Cordibates pilosus
- Eremoecus cordicollis
- Blapida bicolor
- Blapida peruensis
- Camaria guttipennis
- Camaria incerta
- Camaria singularis
- Choastes sp.
- Cyrtosoma amazonicum
- Cyrtosoma angulicollis
- Cyrtosoma coracina
- Cyrtosoma peruvianum
- Cyrtosoma poggii
- Epicalla matertera
- Isicerdes spp.
- Mylaris gigas
- Mylaris procerus
- Nuptis sp.
- Othryoneus barclayi
- Paroeatus nitidus
- Sycophantes peruana
- Taphrosoma dohrni
- Tenebriocamaria atra
- Cuphotes cincta cincta
- Cuphotes cincta bimaculata
- Cuphotes erichsoni
- Falsostrongylium subcostulatum
- Poecilesthus curvipes
- Poecilesthus eximius
- Poecilesthus quadrisignatus
- Poecilesthus testaceitarsis
- Poecilesthus tumidus
- Strongylacanthus peruvianus
- Strongylium axillare
- Strongylium azureum
- Strongylium chalcodes
- Strongylium cyanicorne
- Strongylium denticolle
- Strongylium haemorrhoidale
- Strongylium pavonii
- Strongylium peruvianum
- Strongylium procerum
- Strongylium rubrithorax
- Strongylium ruficorne
- Strongylium rutilans
- Strongylium subimpressipenne
- Strongylium trinudulatum
- Talanus sp.
- Acropteron pallicrus
- Alphitobius diaperinus
- Cymatothes undata
- Rhipidandrus peruvianus
- Ammodonus granosus
- Blapstinus cisteloides
- Blapstinus helopioides
- Blapstinus holosericius
- Trichoton posthumum
- Trichoton sordidum
- Ammophorus blairi
- Ammophorus costatus
- Ammophorus peruvianus
- Ammophorus rubripes
- Ammophorus spinolae
- Pumiliofossorum moche
- Pumiliofossorum sechurae
- Scotobius atacamensis
- Scotobius costatus
- Scotobius crassus
- Scotobius exaratus
- Scotobius fallax
- Scotobius leechi
- Scotobius michelbacheri
- Scotobius planatus
- Scotobius planicosta
- Scotobius rossi
- Scotobius vulgaris
- Scotobius weyrauchi
- Scotobius zischkai
- Hipalmus costatus
- Rhinandrus peruanus
- Zophobas bifasciatus
- Zophobas haagi
- Zophobas maculicollis
- Zophobas tibialis
- Zophobas atratus
- Zophobas tridentatus
- Zophobas opacus
- Zophobas lugubris
- Ozolais divisa
- Ozolais scruposa
- Wattius vestitus
- Wattius sp.
- Hypogena biimpres
- Hypogena triceratops
- Hypogena cat
- Tribolium castaneum
- Alegoria caviceps
- Alegoria dilatata
- Alegoria parallelogramma
- Antimachus sp.
- Apteruleda acutangula
- Apteruleda uncipes
- Uloma retusa
- Uloma subcylindrica

### Disteniidae
W Peru stwierdzono:
- Abauba flavipes
- America amethystina
- America hovorei
- America peruviana
- America thomasi
- Cupecuara argodi
- Distenia carinata
- Distenia suturalis
- Novantinoe iani
- Novantinoe peruviensis
- Novantinoe tumidicollis

### Drwionkowate(Lymexylidae)
W Peru stwierdzono 2 gatunki:
- Atractocerus brasiliensis
- Melittommopsis abdominale

### Dryopidae
W Peru stwierdzono 3 gatunki:
- Dryops sp.
- Elmoparnus dasycheilus
- Onopelmus inca

### Epimetopidae
W Peru stwierdzono 6 gatunków:
- Epimetopus angustus
- Epimetopus inaequalis
- Epimetopus mendeli
- Epimetopus peruvianus
- Epimetopus spatulus
- Epimetopus transversoides

### Eucinetidae
W Peru stwierdzono 1 nieoznaczony gatunek z rodzaju Eucinetus.

### Gnilikowate(Histeridae)
W Peru stwierdzono 145 gatunków:

- Halacritus instabilis
- Teretrius peruanus
- Degallierister barberoi
- Degallierister hielkemai
- Degallierister peruvianus
- Degallierister surinamensis
- Carcinops assimilis
- Carcinops exigua
- Carcinops peruviana
- Paromalus leleupi
- Paromalus oculipygus
- Cheilister lucidulus
- Paratropinus scalptus
- Terapus marseuli
- Baconia aenea
- Baconia angulifrons
- Baconia clemens
- Baconia dentipes
- Baconia dives
- Baconia emarginata
- Baconia gibbifer
- Baconia incognita
- Baconia lescheni
- Baconia mustax
- Baconia plebeia
- Baconia punctiventer
- Baconia subtilis
- Baconia tenuipes
- Baconia tuberculifer
- Conchita propygidiale
- Crenulister dentatus
- Crenulister explanatus
- Crenulister impar
- Kaszabister ferrugineus
- Operclipygus angustisternus
- Operclipygus arnaudi
- Operclipygus bickhardti
- Operclipygus brooksi
- Operclipygus callifrons
- Operclipygus communis
- Operclipygus confertus
- Operclipygus confluens
- Operclipygus conquisitus
- Operclipygus crenatus
- Operclipygus depressus
- Operclipygus disconnectus
- Operclipygus distinctus
- Operclipygus dytiscoides
- Operclipygus ecitonis
- Operclipygus extraneus
- Operclipygus falini
- Operclipygus fossipygus
- Operclipygus foveipygus
- Operclipygus hirsutipes
- Operclipygus ignifer
- Operclipygus impositus
- Operclipygus impressifrons
- Operclipygus impressistrius
- Operclipygus impuncticollis
- Operclipygus inflatus
- Operclipygus juninensis
- Operclipygus kerga
- Operclipygus lama
- Operclipygus latipygus
- Operclipygus longidens
- Operclipygus olivensis
- Operclipygus panamensis
- Operclipygus parallelus
- Operclipygus peregrinus
- Operclipygus petrovi
- Operclipygus plicicollis
- Operclipygus profundipygus
- Operclipygus prolixus
- Operclipygus punctipleurus
- Operclipygus pygidialis
- Operclipygus quadratus
- Operclipygus rupicolus
- Operclipygus schlingeri
- Operclipygus siluriformis
- Operclipygus simplicipygus
- Operclipygus tiputinus
- Operclipygus validus
- Phelister bipulvinatus
- Phelister bistriatus
- Phelister brevis
- Phelister carinifrons
- Phelister condor
- Phelister egincola
- Phelister erraticus
- Phelister fractistrius
- Phelister latus
- Phelister praecox
- Phelister pusio
- Scaptorus pyramus
- Hister akatanga
- Hister cavifrons
- Hister curvatus
- Hister denysi
- Hister diadema
- Hister incisifrons
- Eutidium dentifrons
- Eutidium peruanum
- Eutidium williamsi
- Hololepta andicola
- Hololepta devia
- Hololepta guidonis
- Hololepta intersecta
- Hololepta minuta
- Hololepta patula
- Hololepta punctulata
- Hololepta quadridentata
- Hololepta reichii
- Hololepta truxillana
- Oxysternus maximus
- Omalodes amazonius
- Omalodes anthracinus
- Omalodes bifoveolatus
- Omalodes foveola
- Omalodes gagatinus
- Omalodes lucidus peruvianus
- Omalodes mazuri
- Omalodes mestino
- Omalodes pulvinatus
- Scapomegas auritus
- Sphyracus peruanus
- Euspilotus amazonius
- Euspilotus azurescens
- Euspilotus decoratus
- Euspilotus excavata
- Euspilotus flaviclava
- Euspilotus lepidus
- Phoxonotus lectus
- Saprinus caerulescens
- Satrapister nitens
- Xerosaprinus chiliensis
- Epierus planulus
- Idolia punctisternum
- Idolia scitula
- Plagiogramma arciger
- Plagiogramma hastata
- Plagiogramma marseulii
- Plagiogramma mundus
- Plagiogramma peruana
- Trypanaeus ensifer
- Trypanaeus volvulus

### Gnojarzowate(Geotrupidae)
W Peru stwierdzono 11 gatunków:
- Athyreus bicornus
- Athyreus larseni
- Athyreus martinezi
- Athyreus pyriformis
- Athyreus tribuliformis
- Bolboceras baeri
- Neoathyreus fallolobus
- Neoathyreus ornatus
- Neoathyreus rufobrunneus
- Neoathyreus rufoventris
- Zefevazia peruana

### Grzybinkowate(Leiodidae)
W Peru stwierdzono 41 gatunków:

- Dietta huanuco
- Incacyrtusa eucera
- Aglyptinus minor
- Synaristus pilosus
- Gelae donut
- Dissochaetus brunneicollis
- Dissochaetus curtus
- Dissochaetus dilatatus
- Dissochaetus latitarsis
- Dissochaetus machupicchuensis
- Dissochaetus monilis
- Dissochaetus obscurus
- Dissochaetus ovalis
- Dissochaetus phillipi
- Dissochaetus similaris
- Dissochaetus truncatus
- Eucatops antennatus
- Eucatops curvipes
- Eucatops filifer
- Eucatops grouvellei
- Eucatops incognitus
- Eucatops oblongus
- Eucatops obtusus
- Eucatops peruensis
- Eucatops rossii
- Adelopsis acutipennis
- Adelopsis barbula
- Adelopsis bellatrix
- Adelopsis coronaria
- Adelopsis galea
- Adelopsis lamina
- Adelopsis peruviensis
- Adelopsis transversicornis
- Excelsoriella tambopata
- Parapaulipalpina giachinoi
- Paulipalpina arcuata
- Paulipalpina clavigera
- Paulipalpina devexa
- Paulipalpina pillahuata
- Paulipalpina simoni
- Peckena ventralis

### Hybosoridae
W Peru stwierdzono 33 gatunki:

- Anaides onofrii
- Anaides rugosus
- Anopsiostes punctatus
- Astaenomoechus americanus
- Astaenomoechus criberrimus
- Ceratocanthoides undatus
- Ceratocanthus clypealis
- Ceratocanthus inca
- Ceratocanthus mathani
- Ceratocanthus perpunctatus
- Ceratocanthus politus
- Ceratocanthus punctulatus
- Ceratocanthus seriatus
- Ceratocanthus suturalis
- Chaetodus allsoppi
- Chaetodus asuai
- Chaetodus mimi
- Chaetodus smithi
- Chaetodus tricarinatus
- Coilodes punctipennis
- Germarostes antiquus
- Germarostes aphodioides
- Germarostes carltoni
- Germarostes geayi
- Germarostes macleayi
- Germarostes semituberculatus
- Germarostes sulcipennis
- Hybochaetodus disruptus
- Hybochaetodus erugocarinatus
- Hybochaetodus flaco
- Hybochaetodus obscurus
- Trachycrusus lescheni
- Trachycrusus striatulus

### Hydraenidae
W Peru stwierdzono 13 gatunków:
- Gymnochthebius bartyrae
- Gymnochthebius peruvianus
- Hydraena amazonica
- Hydraena cordispina
- Hydraena curvosa
- Hydraena d-concava
- Hydraena multispina
- Hydraena novacula
- Hydraena pavicula
- Hydraena peru
- Hydraena scintillamima
- Hydraena scintillarca
- Hydraena tridigita

### Hydrochidae
W Peru stwierdzono 1 gatunek:
- Hydrochus pupillus

### Jelonkowate(Lucanidae)
W Peru stwierdzono 40 gatunków:

- Aegognathus aguirei
- Aegognathus confusus
- Aegognathus leuthneri leuthneri
- Aegognathus leuthneri damasoi
- Aegognathus similis
- Aegognathus soulai
- Aegognathus waterhousei
- Andinolucanus inesae
- Arnaudius bomansi
- Arnaudius digennaroi
- Arnaudius koikei
- Auxicerus platyceps
- Brasilucanus acomus
- Cantharolethrus azambrei
- Cantharolethrus elongatus
- Cantharolethrus steinheili
- Incadorcus ashaninka
- Incadorcus cuzcoensis
- Incadorcus damasoi
- Incadorcus michelleae
- Incadorcus shaunai
- Incadorcus zugeri
- Metadorcinus beneshi
- Metadorcinus lineatus
- Metadorcinus yamauchii
- Metadorcus ebeninus
- Onorelucanus boileaui
- Onorelucanus marujae
- Onorelucanus noguchii
- Pseudoscortizus incredibilis
- Sclerostomus bartolozzii
- Sclerostomus damasoi
- Sclerostomus wendyae
- Scortizus prodigiosus
- Sphaenognathus alticollis
- Sphaenognathus gaujoni
- Sphaenognathus giganteus
- Sphaenognathus monguilloni
- Sphaenognathus peruvianus
- Sphaenognathus prionoides
- Sphaenognathus xerophilus

### Kałużnicowate(Hydrophilidae)
W Peru stwierdzono 47 gatunków:

- Berosus ghanicoide
- Berosus domitus
- Derallus argutus
- Hemiosus aequatorialis
- Hemiosus funditus
- Hemiosus hapalus
- Hemiosus hartmanni
- Hemiosus maculatus
- Hemiosus morlestus
- Hemiosus tarsalis
- Paracymus limbatus
- Hydrophilus smaragdinus
- Hydrophilus foveolatus
- Hydrophilus guarani
- Tropisternus sahlbergi
- Tropisternus baeri
- Tropisternus robustus
- Tropisternus collaris
- Tropisternus bidentatus
- Tropisternus lateralis
- Tropisternus setiger
- Chaetarthria panda
- Anacaena attigua
- Crenitulus punctata
- Crenitulus solstitialis
- Crenitulus suturalis
- Enochrus (Methydrus) lampros
- Enochrus (Methydrus) obscurus
- Enochrus (Methydrus) waterhousei
- Enochrus (Hugoscottia) orchymonti
- Enochrus (Hugoscottia) peruvianus
- Quadriops depressus
- Quadriops politus
- Dactylosternum subdepressum subdepressum
- Dactylosternum subdepressum striatopunctatum
- Dactylosternum subrotundum
- Phaenostoma kontax
- Phaenostoma posticatum
- Australocyon lescheni
- Australocyon peruvianus
- Cercyon (Cercyon) variegatus
- Cercyon (Paracercyon) proximus
- Oosternum aequinoctiale
- Oosternum cicatricosum
- Pelosoma brunneum
- Sacosternum lebbinorum
- Sacosternum “sp. A”

### Kapturnikowate(Bostrichidae)
W Peru stwierdzono 15 gatunków:
- Dysides obscurus
- Polycaon chilensis
- Amphicerus cornutus
- Bostrychopsis peruana
- Bostrychopsis uncinata
- Lichenophanes egregius
- Micrapate scabrata
- Neoteriusf airmairei
- Neoterius mystax
- Sinoxylodes curtulus
- Tetrapriocera longicornis
- Xyloprista praemorsa
- Lyctus simplex
- Minthea squamigera
- Trogoxylon praeustum

### Karmazynkowate(Lycidae)
W Peru stwierdzono126 gatunków:

- Neolycus sp.
- Lygistopterus peruvianus
- Brasilycus peruanus
- Caenia mirifica
- Caenia peruviana
- Calopteron affine
- Calopteron atrithorax
- Calopteron basale
- Calopteron confrater
- Calopteron consulare
- Calopteron costatulum
- Calopteron cyaneum
- Calopteron dichroum
- Calopteron diffusicoloratum
- Calopteron fallax
- Calopteron lebasi
- Calopteron melanoxanthum
- Calopteron montiphilum
- Calopteron parens
- Calopteron parens minor
- Calopteron phaleratum
- Calopteron quadraticolle
- Calopteron reticulatum
- Calopteron serratum
- Calopteron serratum abdominale
- Calopteron subcruciatum
- Calopteron subparallelum
- Calopteron terminatum
- Calopteron terminatum nigricorne
- Calopteron torquatum
- Calopteron torquatum albofasciatum
- Ceratopriomorphus piceus
- Cyrtopteron acroleucum
- Cyrtopteron fasciatum
- Cyrtopteron muhlenbecki
- Cyrtopteron obliquum
- Falsocaenia apicicornis
- Falsocaenia longehumeralis
- Falsocaenia grisea
- Flabellolycinella croceus
- Idiopteron breveapicale
- Idiopteron brevenotatum
- Idiopteron callanganum
- Idiopteron nigricolle
- Idiopteron peruvianum
- Idiopteron signatum
- Idiopteron subapicale
- Idiopteron subapicale elevatum
- Leptoceletes subtilis
- Lycomorphon angusticolle
- Lycomorphon elongaticolle
- Lycomorphon diversicolle
- Lycomorphon irregularis
- Lycomorphon opacum
- Mesopteron acrocirrhum
- Mesopteron amoenum
- Mesopteron carinatum
- Mesopteron crassicornis
- Mesopteron diosanum
- Mesopteron infirmum
- Mesopteron inhumerale
- Mesopteron minutum
- Mesopteron peruvianum
- Mesopteron plurinotatum
- Mesopteron prolongaticolle
- Mesopteron reductum
- Mesopteron scitum
- Mesopteron staudingeri
- Mesopteron subflabellicorne
- Mesopteron titschacki
- Mesopteron unifasciatum
- Metapteron atronotatum
- Metapteron diffusum
- Metapteron humerale
- Metapteron observans
- Metapteron suturale
- Emplectus angustatus
- Emplectus apicicornis
- Emplectus bicoloricornis
- Emplectus bimaculatus
- Emplectus callanganus
- Emplectus fatigans
- Emplectus foveolatus
- Emplectus minor
- Emplectus platythorax
- Emplectus peruvianus
- Emplectus trinotatus
- Emplectus vicinus
- Linoptes atronotatus
- Lycoplateros mimicus
- Haplobothris apicicornis
- Haplobothris longeprolongata
- Haplobothris peruviana
- Eros crocatus
- Eros decoratus
- Eros patruelis
- Cavoplateros ater
- Cavoplateros vicinus
- Picomicrolycus pilosus
- Plateros amazonensis
- Plateros atricolor
- Plateros basicornis
- Plateros bimaculatus
- Plateros bogotensis grandescapularis
- Plateros clermonti
- Plateros conjunctus
- Plateros crocatus
- Plateros diosensis
- Plateros diversecostatus
- Plateros duomaculatus
- Plateros elongatipennis
- Plateros grisescens
- Plateros inlineatus
- Plateros limbatipennis
- Plateros longipennis
- Plateros marcapatanus
- Plateros mediotestaceus
- Plateros minimus
- Plateros mosolovi
- Plateros nautaensis
- Plateros parvulus
- Plateros peruvianus
- Plateros postseparatus
- Plateros punoensis
- Plateros quadrinotatus
- Plateros reductenotatus
- Plateros scapularis
- Plateros semilimbatus
- Plateros speciosus
- Plateros subapicalis
- Plateros subfasciatus
- Plateros subfasciatus kraatzi
- Plateros subhumeralis
- Plateros terminalicornis
- Plateros uhmanni
- Plateros unifasciatus
- Plateros zakharovi
- Teroplas petrovi

### Kołatkowate(Ptinidae)
W Peru stwierdzono 33 gatunki:

- Byrrhodes sp.
- Caenocara sp.
- Calymmaderus byrrhoides
- Calymmaderus funki
- Calymmaderus metallicus
- Calymmaderus theresae
- Calytheca convexa
- Chondrotheca asperula
- Cryptorama sp.
- Gastrallus marginipennis
- Lasioderma serricorne
- Mezium americanum
- Mirosternus sp.
- Niptus schmidti
- Petalium sp.
- Protheca aberrans
- Ptinus fascicularis
- Ptinus riveti
- Stegobium paniceum
- Stichtoptychus elegans
- Stichtoptychus humeralis
- Stichtoptychus megalops
- Stichtoptychus ornamentus
- Stichtoptychus peruvianus
- Stichtoptychus platyops
- Stichtoptychus rubidus
- Stromatanobium delgadoi
- Tricorynus baeri
- Tricorynus distinctipennis
- Tricorynus gossypii
- Tricorynus peruviana
- Trigonogenius globulus
- Trigonogenius impressicollis
- Trigonogenius peruvianus
- Trigonogenius discoelongatus
- Tropicoptinus jatayensis
- Xyletinus byssinus
- Xyletineurus bombycinus

### Kózkowate(Cerambycidae)
W Peru stwierdzono:

- Birandra punctata
- Parandra glabra
- Parandra longicollis
- Parandra polita
- Parandra villei
- Biribellus martinsi
- Chariea cyanea
- Cycloprionus flavus
- Hovorelus splendidus
- Myzomorphus quadripunctatus
- Callipogon lemoinei
- Callipogon frischeiseni
- Callipogon pehlkei
- Calocomus rodingeri
- Macrodontia cervicornis
- Macrodontia crenata
- Macrodontia itayensis
- Macrodontia zischkai
- Allomallodon popelairei
- Chiasmetes limae
- Mallodon baiulus
- Mallodon linsleyi
- Mallodon molarius molarius
- Physopleurus amazonicus
- Physopleurus longiscapus
- Physopleurus villardi
- Strongylaspis christianae
- Charmallaspis pulcherrima
- Hileolaspis auratus
- Mallaspis scutellaris
- Praemallaspis inca
- Andinotrichoderes pellitus
- Sarifer flavirameus
- Prionacalus atys
- Prionacalus cacicus
- Prionacalus uniformis
- Prionacalus woytkowskii
- Psalidognathus erythrocerus pubescens
- Psalidognathus erythrocerus reichei
- Psalidognathus superbus
- Titanus giganteus
- Strangalia albicollis
- Strangalia rubricollis
- Achryson lineolatum
- Achryson pictum
- Achryson surinamum
- Chlorida festiva
- Callichroma auricomum
- Callichroma iris trilineatum
- Callichroma seiunctum
- Callichroma sericeum
- Callichroma velutinum
- Mionochroma aureotinctum
- Mionochroma ocreatum
- Mionochroma spinosissimum
- Mionochroma subaurosum
- Mionochroma vittatum
- Jupoata peruviana
- Jupoata rufipennis
- Peruanus serricornis
- Plocaederus glabricollis
- Amphelictus aibussu
- Amphelictus caliginosus
- Amphelictus parvipunctus
- Criodion cinereum
- Criodion torticolle
- Metacriodion pictum
- Poeciloxestia hirsutiventris
- Poeciloxestia lateralis
- Poeciloxestia melzeri
- Sphallambyx superbum
- Sphallotrichus puncticollis robustus
- Amyipunga barbarae
- Cotyclytus peruvianus
- Cotyclytus potiuna
- Mecometopus wallacei
- Megacyllene andesiana
- Megacyllene angulata
- Megacyllene melanaspis
- Megacyllene punensis
- Neoclytus pusillus
- Neoclytus unicolor
- Pirangoclytus granulipennis
- Pirangoclytus laetus
- Pirangoclytus nubicollis
- Pirangoclytus purus
- Unaiuba pinima
- Unaiuba vitticollis
- Ygapema michelleae
- Aglaoschema albicorne
- Aglaoschema cyaneum
- Aglaoschema inca
- Caperonotus cardinalis
- Caperonotus superbus
- Chlorethe ingae
- Cosmoplatidius abare
- Cosmoplatidius simulans
- Cosmoplatus peruvianus
- Orthostoma abdominale
- Beraba spinosa
- Eburella pinima
- Eburia cinerea
- Eburia pilosa
- Eburia rufobrunnea
- Eburodacrys granipennis
- Eburodacrys lanei
- Eburodacrys lepida
- Eburodacrys perspicillaris
- Eburodacrys quadridens
- Eburodacrys raripila
- Eburodacrys rufispinis
- Eburodacrys sexmaculata
- Eburodacrys silviamariae
- Eburodacrys sulphureosignata
- Neoeburia turuna
- Pantomallus costulatus
- Pantomallus proletarius
- Susuacanga octoguttata
- Susuacanga unicolor
- Bomarion achrostum
- Ectenessa ornatipennis
- Ectenessa spinipennis
- Niophis neotropica
- Appula argenteoapicalis
- Eurysthea koepckei
- Eurysthea robertsi
- Eurysthea sordida
- Eurysthea squamifera
- Hemilissopsis clenchi
- Mallocera amazonica
- Mephritus castaneus
- Mephritus fraterculus
- Nyssicus quadriguttatus
- Paranyssicus conspicillatus
- Periboeum piliferum
- Periboeum pubescens
- Stizocera suturalis
- Eusapia amazonica
- Chrysoprasis hypocrita
- Chrysoprasis rotundicollis
- Chrysoprasis sobrina
- Eupempelus illuminus
- Homogenes leprieurii
- Mallosoma scutellare
- Tobipuranga longicornis
- Tobipuranga ruficoxis
- Glyptoceridion quincunx
- Glyptoscapus pallidulus
- Glyptoscapus vanettii
- Gnomidolon amaurum
- Gnomidolon biarcuatum
- Gnomidolon colasi
- Gnomidolon conjugatum
- Gnomidolon cruciferum
- Gnomidolon humerale
- Gnomidolon melanosomum
- Gnomidolon musivum
- Gnomidolon peruvianum
- Gnomidolon rubricolor
- Gnomidolon subfasciatum
- Hexocycnidolon unoculum
- Hexoplon anthracinum
- Hexoplon carissimum
- Hexoplon reinhardti
- Hexoplon uncinatum
- Stenygra brevispinea
- Stenygra contracta
- Stenygra cosmocera
- Stenygra euryarthron
- Stenygra holmgreni
- Stenygra seabrai
- Gnomibidion cylindricum
- Gnomibidion digrammum
- Gnomibidion fulvipes
- Minibidion basilare
- Neotropidion nodicolle nodicolle
- Perissomerus hilairei hilairei
- Phocibidion erythrocephalum
- Smaragdion viride
- Thoracibidion buquetii
- Thoracibidion io
- Thoracibidion ruficaudatum
- Thoracibidion striatocolle
- Tropidion semirufum
- Coleroidion cingulum
- Compsibidion ilium
- Compsibidion maronicum
- Compsibidion psydrum
- Compsibidion rutha
- Compsibidion tethys
- Compsibidion thoracicum
- Compsibidion virgatum
- Cycnidolon approximatum
- Cycnidolon batesianum
- Cycnidolon sericeum
- Neopotiatuca brevis
- Ophtalmibidion tetrops
- Prothoracibidion flavozonatum
- Rhysium bimaculatum
- Asynapteron inca
- Compsa albopicta
- Compsa curtula
- Compsa quadriguttata
- Engyum linsleyi
- Hadroibidion nanum
- Heterachthes congener
- Heterachthes figuratus
- Heterachthes mediovittatus
- Heterachthes pallidipennis
- Heterachthes tysiphonis
- Neocompsa habra
- Neocompsa leechi
- Pygmodeon involutum
- Pygmodeon m-littera
- Stenoidion corallinum
- Lissonotus ephippiatus
- Obrium circunflexum
- Malacopterus tenellus
- Neoeme bouvieri
- Necydalosaurus mysticus
- Haruspex lineolatus
- Gorybia pallida
- Hemilissa cornuta
- Hemilissa quadrispinos
- Hemilissa sulcicollis
- Piezocera flavipennis
- Deltosoma lacordairei
- Acatinga quinquemaculata
- Acyphoderes abdominalis
- Acyphoderes odyneroides
- Aechmutes armatus
- Agaone notabilis
- Agaone peruviensis
- Chrysaethe ochraceicollis
- Epimelitta meliponica
- Erythroplatys simulator
- Isthmiade ichneumoniformis
- Isthmiade laevicollis
- Odontocera auropilosa
- Odontocera compressipes
- Odontocera fasciata
- Odontocera furcifera
- Odontocera hirundipennis
- Odontocera mellea
- Odontocera ornaticollis
- Odontocera signatipennis
- Phespia cercerina
- Pyrpotyra paradisiaca
- Tomopterus consobrinus
- Tomopterus obliquus
- Tomopterus pictipennis
- Tomopterus tetraspilotus
- Xenocrasis pubipennis
- Aguassay collaris
- Closteropus herteli herteli
- Coremia plumipes
- Cosmisoma acuminatum
- Cosmisoma albohirsutotibialis
- Cosmisoma ammiralis
- Cosmisoma angustipenne
- Cosmisoma argyreum
- Cosmisoma lineatum
- Cycnoderus expeditus
- Dihammaphora peruviana
- Gurubira spectabilis
- Haenkea zischkai
- Ischionodonta torquata
- Smodicum brunneum
- Smodicum semipubescens
- Coccoderus amazonicus
- Coccoderus longespinicornis
- Diploschema mandibulare
- Diploschema weyrauchi
- Praxithea morvanae
- Praxithea peruviana
- Callancyla croceicollis
- Exallancyla tuberculicollis
- Aegoidus pacificus
- Aegoidus peruvianus
- Aegoidus weyrauchi
- Allocerus dilaticornis
- Ancylosternus morio albicornis
- Batus barbicornis
- Ceragenia bicornis
- Chydarteres dimidiatus altissimus
- Deretrachys montanus
- Deretrachys pellitus pellitus
- Deretrachys villiersi
- Eriocharis devestivus
- Eriphus dimidiatus
- Micropelta rugosicollis
- Monneellus rhodopus
- Oxymerus basalis
- Oxymerus luteus occidentalis
- Seabraia sanguinicollis
- Sternacanthus picicornis
- Sternacanthus undatus
- Streptolabis hispoides
- Trachyderes cingulatus
- Trachyderes elegens nigerrimus
- Trachyderes leptomerus leptomerus
- Trachyderes leptomerus boliviensis
- Trachyderes succinctus succinctus
- Trachyderes succinctus flaviventris
- Trachyderomorpha notabilis
- Weyrauchia nobilis
- Weyrauchia viridimicans
- Alcathousites asperipennis
- Alcathousites senticosus
- Alcathousites superstes
- Alcidion sulphurifer
- Anisopodus batesi
- Anisopodus consimilis
- Anisopodus conspersus
- Anisopodus phalangodes
- Anisopodus prolixus
- Anisopodus strigosus
- Atrypanius conspersus
- Atrypanius implexus
- Atrypanius remissus
- Baryssiniella hieroglyphica
- Baryssinus silviae
- Brevoxathres albobrunnea
- Carphina assula
- Carphina petulans
- Carphontes posticalis
- Cobelura lorigera
- Cobelura peruviana
- Cosmotoma adjuncta
- Cosmotoma suturalis
- Erphaea pumicosa
- Eucharitolus geometricus
- Eutrypanus triangulifer
- Exalcidion tetracanthum
- Granastyochus elegantissimus
- Granastyochus intricatus
- Hylettus alboplagiatus
- Hylettus coenobita
- Hylettus eremita
- Hylettus excelsus
- Hylettus seniculus
- Hylettus spilotus
- Hyperplatys pusillus pusillus
- Lagocheirus araneiformis fulvescens
- Lagocheirus plantaris plantaris
- Leiopus floccidus
- Leptostylus armatus
- Leptostylus obscurellus
- Leptostylus seabrai
- Lepturges comminus
- Lepturges epagogus
- Lepturges griseostriatus
- Lepturges inscriptus
- Lepturges villiersi
- Lepturges virgulti
- Lepturges comptus
- Lepturges curvilinea
- Lepturges eurynota
- Lepturges limpidus
- Lepturges virgatus
- Lophopoeum circunflexum
- Nealcidion badium
- Nealcidion emeritum
- Nealcidion formosum
- Nealcidion parallelum
- Nealcidion singulare
- Nealcidion strigilis
- Neoeutrypanus nobilis
- Neopalame albomaculata
- Nyssocarinus humeralis
- Nyssodectes dulcissimus
- Nyssodrysilla lineata
- Nyssodrysina spreta
- Nyssodrysina venusta
- Nyssodrysternum borneanum
- Nyssodrysternum caudatum
- Nyssodrysternum conspicillare
- Nyssodrysternum cretatum
- Nyssodrysternum efflictum
- Nyssodrysternum ocellatum
- Nyssodrysternum ptericoptum
- Nyssodrysternum rubiginosum
- Nyssodrysternum serpentinum
- Nyssodrysternum signiferum
- Nyssodrysternum striatellum
- Oedopeza costulata
- Oedopeza cryptica
- Oedopeza flavosparsa
- Oedopeza leucostigma
- Oedopeza maculatissima
- Oedopeza ocellator
- Oedopeza setigera
- Oxathres muscosa
- Oxathres proxima
- Ozineus cretatus
- Ozineus dimidiatus
- Ozineus dubius
- Ozineus striatus
- Paranisopodus peruanus
- Paroecus celebensis
- Paroecus rigidus
- Pattalinus lineatus
- Pattalinus strigosus
- Pucallpa cristata
- Sporetus bellus
- Sporetus decipiens
- Sporetus distinctus
- Sporetus seminalis
- Sympagus favorabilis
- Toronaeus magnificus
- Toronaeus perforator
- Trypanidius andicola
- Trypanidius notatus
- Xylergates elaineae
- Xylergates lacteus
- Xylergates picturatus
- Xylergates pulcher
- Acakyra nigrofasciata
- Acanthoderes daviesii
- Acanthoderes satanas
- Acanthoderes thammi
- Acanthoderes virescens
- Acanthoderes thoracica
- Aegoschema peruvianum
- Anasillus crinitus
- Ateralphus senilis
- Discopus antennatus
- Discopus eques
- Discopus patricius
- Discopus princeps
- Discopus spectabilis
- Dryoctenes scrupulosus
- Eupromerella clavator
- Eupromerella orbifera
- Exalphus biannulatus
- Exalphus malleri
- Irundisaua forsteri
- Irundisaua ucayalensis
- Macropophora lacordairei
- Macropophora trochlearis
- Myoxinus pictus
- Myoxomorpha funesta
- Nesozineus juninensis
- Nesozineus peruanus
- Nesozineus probolus
- Oreodera achatina
- Oreodera aerumnosa
- Oreodera bituberculata
- Oreodera boliviana
- Oreodera crinita
- Oreodera lanei
- Oreodera macropoda
- Oreodera melzeri
- Oreodera olivaceotincta
- Oreodera rufofasciata
- Psapharochrus alboniger
- Psapharochrus bialbomaculatus
- Psapharochrus chrysopus
- Psapharochrus griseomaculatus
- Psapharochrus hebes
- Psapharochrus laetificus
- Psapharochrus lateralis
- Psapharochrus leucogaeus
- Psapharochrus longispinis
- Psapharochrus lotor
- Psapharochrus meleagris
- Psapharochrus nigromaculatus
- Psapharochrus nigroocellatus
- Psapharochrus nigropunctatus
- Psapharochrus phasianus
- Psapharochrus satellinus
- Scleronotus angulatus
- Steirastoma aethiops
- Steirastoma melanogenys
- Tetrasarus lineatus
- Zikanita argenteofasciata
- Zikanita biocellata
- Acrocinus longimanus
- Aphilesthes rustica
- Calliphaula leucippe
- Hydraschema petila
- Montesia bosqi
- Amillarus singularis
- Grammopsoides picta
- Helvina strandi
- Hippopsis bivittata
- Hippopsis fractilinea
- Hippopsis macrophthalma
- Hippopsis prona
- Hippopsis pubiventris
- Neoamphion triangulifer
- Pachypeza joda
- Anisocerus stellatus
- Caciomorpha batesii
- Caciomorpha genalis
- Caciomorpha plagiata
- Caciomorpha robusta
- Cyclopeplus lacordairei
- Cyclopeplus peruvianus
- Gounellea bruchi
- Gounellea histrio
- Jurua monachina
- Onychocerus albitarsis
- Onychocerus ampliatus
- Onychocerus hovorei
- Satipoella heilipoides
- Adetus albovittatus
- Adetus inca
- Adetus pacaruaia
- Adetus pinima
- Amphicnaeia flavolineata
- Bisaltes fuscodiscalis
- Bisaltes fuscomarmoratus
- Bisaltes subreticulatus
- Ptericoptus sinuatus
- Tethystola unifasciata
- Callia boliviana
- Callia marginata
- Callia rubristerna
- Callisema iucaua
- Drycothaea jolyi
- Eumimesis carbonelli
- Eumimesis heilipoides
- Graminea inca
- Mimolaia peruana
- Rumuara fasciata
- Calliphenges cuprascens
- Carneades glaucothea
- Carneades vittata
- Carterica mima
- Carterica mucronata
- Carterica soror
- Colobothea andina
- Colobothea assimilis
- Colobothea berkovi
- Colobothea bicuspidata
- Colobothea bisignata
- Colobothea brullei
- Colobothea crassa
- Colobothea femorosa
- Colobothea fibrosa
- Colobothea hirtipes
- Colobothea lunulata
- Colobothea macularis
- Colobothea meleagrina
- Colobothea naevigera
- Colobothea osculatii
- Colobothea paulina
- Colobothea peruviana
- Colobothea pimplaea
- Colobothea plagiata
- Colobothea plebeja
- Colobothea propinqua
- Colobothea punctata
- Colobothea scolopacea
- Colobothea securifera
- Colobothea sejuncta
- Colobothea sordida
- Priscilla hypsiomoides
- Sangaris petrovi
- Sangaris sexmaculata
- Aerenea albilarvata
- Aerenea bimaculata
- Aerenea brunnea
- Aerenea flavofasciculata
- Aerenea tuberculata
- Compsosoma geayi
- Compsosoma mniszechii
- Laraesima pilosa
- Tessarecphora arachnoides amazonica
- Omosarotes paradoxum
- Scopadus ciliatus
- Blabia bicuspis
- Blabia colobotheoides
- Blabia epicharis
- Blabia rendira
- Blabia strandiella
- Desmiphora cirrosa
- Desmiphora fasciola
- Desmiphora pallida
- Desmiphora xerophila
- Estola retrospinosa
- Estola seriata
- Estola similis
- Heteresmia seabrai
- Ischnolea peruana
- Ischnoleomimus excavatus
- Malthonea minima
- Malthonea obyuna
- Paradesmiphora amazonica
- Iquiracetima aspasia
- Nyctonympha annulipes
- Nyctonympha flavipes
- Acasanga delectabilis
- Adesmus calca
- Adesmus guttatus
- Adesmus juninensis
- Adesmus laetus
- Adesmus tribalteatus
- Adesmus vilhena
- Apypema yara
- Callanga tenebrosa
- Callanga trichocera
- Canarana affinis
- Canarana brachialis
- Canarana tuberculicollis
- Chrysaperda metallica
- Corcovado peruviense
- Cuicirama spectabilis
- Fredlanea calliste
- Fredlanea flavipennis
- Fredlanea kirschi
- Isomerida albicollis
- Isomerida apiratinga
- Isomerida invicta
- Isomerida lineata
- Juninia annulifera
- Lapazina fuscipennis
- Malacoscylus auricomus
- Malacoscylus cinctulus
- Malacoscylus elegantulus
- Malacoscylus niger
- Porangonycha princeps
- Poticuara ipiterpe
- Susuanycha susua
- Sybaguasu pubicorne
- Sybaguasu titingum
- Tyrinthia capillata
- Woytkowskia scorpiona
- Plagiohammus camillus
- Plagiohammus spinipennis
- Pseudotaeniotes mimus
- Taeniotes affinis
- Taeniotes buckleyi
- Taeniotes chapini
- Taeniotes naevius
- Taeniotes orbignyi
- Taeniotes peruanus
- Taeniotes scalatus
- Taeniotes similis
- Taurolema flavocincta
- Taurolema superba
- Alexera barii
- Bacuris sexvittatus
- Cacostola simplex
- Cherentes niveilateris
- Cicatrodea monima
- Cipriscola fasciata
- Clavidesmus metallicus
- Cylicasta terminata
- Delilah subfasciata
- Ecthoea quadricornis
- Ephiales cretacea
- Eudesmus diopites
- Eudesmus grisescens
- Euthima rodens
- Euthima variegata
- Euthima wendtae
- Furona egens
- Hesychotypa nyphonoides
- Hesychotypa punctata
- Hypsioma amydon
- Hypsioma lyca
- Jamesia globifera
- Jamesia papulenta
- Jamesia phileta
- Leus ramuli
- Lochmaeocles callidryas
- Lochmaeocles consobrinus bolivianus
- Lochmaeocles pulcher
- Lydipta conspersa
- Marensis simplex
- Monneoncideres cristata
- Neocherentes dilloniorum
- Neohylus dubius
- Neolampedusa obliquator
- Oncideres albistillata
- Oncideres albopicta
- Oncideres angaturama
- Oncideres crassicornis
- Oncideres laceyi
- Oncideres nicea
- Oncideres philosipes
- Oncideres satyra
- Peritrox perbra
- Strioderes peruanus
- Trachysomus apipunga
- Trachysomus cavigibba
- Trestonia frontalis
- Trestonia turbula
- Tulcus crudus
- Tulcus hebes
- Tulcus paganus
- Tulcus picticornis
- Tulcus pullus
- Tulcus somus
- Tulcus tigrinatus
- Tybalmia pupillata
- Tybalmia tetrops
- Tuberolamia andicola
- Polyrhaphis angustata
- Polyrhaphis argentina
- Polyrhaphis fabricii
- Polyrhaphis jansoni
- Polyrhaphis papulosa
- Polyrhaphis peruana
- Polyrhaphis pilosa
- Polyrhaphis spinosa
- Anobrium rugosicolle
- Cryptocranium cazieri
- Epectasis juncea
- Esthlogena proletaria
- Rhaphiptera scrutator
- Xenofrea trigonalis

### Laemophloeidae
W Peru stwierdzono 6 gatunków:
- Cryptolestes ampiyacus
- Dysmerus caseyi
- Dysmerus skelleyi
- Placonotus pallentipennis
- Laemophloeus corporeflavus
- Laemophloeus incisus

### Limnichidae
W Peru stwierdzono 13 gatunków:
- Byrrhinus magnus
- Cephalobyrrhinus robustus
- Corrinea parva
- Corrinea splendida
- Eulimnichus ater
- Eulimnichus langleyae
- Eulimnichus plebius
- Limnichoderus conspectus
- Limnichoderus similis
- Phalacrichus atomarius
- Phalacrichus duras
- Phalacrichus latus
- Phalacrichus max

### Lutrochidae
W Peru stwierdzono 5 gatunków:
- Lutrochus gigas i 4 nieopisane jeszcze gatunki z tego samego rodzaju

### Łyszczynkowate(Nitidulidae)
W Peru stwierdzono 63 gatunki:

- Carpophilus brevipennis
- Carpophilus dimidiatus
- Carpophilus ligneus
- Carpophilus lugubris
- Carpophilus truncatus
- Colopterus infimus
- Colopterus macropterus
- Colopterus truncatus
- Colopterus varius
- Conotelus rufipes
- Conotelus stenoides
- Halepopeplus conoteloides
- Halepopeplus dimidiatus
- Halepopeplus kirschi
- Halepopeplus morio
- Halepopeplus suturalis
- Cryptarcha fuscipennis
- Anthepurops depressa
- Anthocorcina subcalva
- Camptodes aerumnosa
- Camptodes dichroa
- Camptodes difficilis
- Camptodes distincta
- Camptodes irritans
- Camptodes kirschi
- Camptodes laeta
- Camptodes lateralis
- Camptodes molesta
- Camptodes nitidicollis
- Camptodes obsoleta
- Camptodes opaca
- Camptodes turpis
- Camptodes umbripennis
- Cychramus distinctus
- Cyllodes rotundata
- Eusphaerius lubricus
- Hebascus vestitus
- Lasiodactylus brunneus
- Lobiopa lineola
- Lobiopa peruviana
- Lobiopa setulosa
- Meoncerus punctatolineatus
- Mystrops astrocaryi
- Mystrops atrata
- Mystrops beserrai
- Mystrops dalmasi
- Mystrops debilis
- Mystrops discoidea
- Mystrops kahni
- Mystrops komissari
- Mystrops lobanovi
- Mystrops pectoralis
- Mystrops squamae
- Pallodes gracilipes
- Platychorodes adentatus
- Platychorodes plumicornis
- Pocadiolycra peruensis
- Pocadius peruensis
- Psilotus bicolor
- Stelidota geminata
- Stelidota metabola
- Stelidota thoracica

### Mauroniscidae
W Peru stwierdzono 5 gatunków:
- Amecomycter crassus
- Mauroniscus discipennis
- Mauroniscus subfasciatus
- Mauroniscus titschacki
- Mauroniscus weyrauchi

### Megalopodidae
W Peru stwierdzono ponad 12 gatunków:
- Agathomerus superbus
- Mastosthethus batesi
- Mastosthethus donckieri
- Mastosthethus erichsoni
- Mastosthethus flavovittatus
- Mastosthethus funereus
- Mastosthethus lacordairei
- Mastosthethus pallidofasciatus
- Mastosthethus peruensis
- Mastosthethus punctiger
- Mastosthethus quadrinotatus
- Mastosthethus tricolor var. rufescens

### Modzelatkowate(Trogidae)
W Peru stwierdzono 10 gatunków:
- Omorgus howelli
- Omorgus suberosus
- Omorgus persuberosus
- Polynoncus aeger
- Polynoncus aricensis
- Polynoncus brevicollis
- Polynoncus bullatus
- Polynoncus ecuadorensis
- Polynoncus gordoni
- Polynoncus gemmingeri
- Polynoncus peruanus
- Polynoncus sallei

### Mycteridae
W Peru stwierdzono ponad 24 gatunki:
- Hemipeplus bolivianus
- Hemipeplus quadricollis
- Cleodaeus rugiceps
- Conomorphus – 4 nieoznaczone gatunki
- Physcius – 12 nieoznaczonych gatunków oraz:
- Physcius peruvianus
- Physiomorphus mimeticus
- Stilpnonotus – 2 nieoznaczone gatunki

### Nakwiatkowate(Anthicidae)
W Peru stwierdzono 79 gatunków, w tym następujące nazwane:

- Acanthinus aequinoctialis
- Acanthinus angusticollis
- Acanthinus bispinosus
- Acanthinus bistrinotatus
- Acanthinus breveimpressus
- Acanthinus browni
- Acanthinus confusus
- Acanthinus germaini
- Acanthinus gibbicollis
- Acanthinus histrio
- Acanthinus longicornis
- Acanthinus nitidiceps
- Acanthinus occipitalis
- Acanthinus punctatus
- Acanthinus quinquemaculatus
- Acanthinus selvaensis
- Acanthinus septemnotatus
- Acanthinus simplicisternum
- Acanthinus spinicollis
- Acanthinus spinosior
- Acanthinus troglodytes
- Acanthinus umbilicatus
- Acanthinus validiceps
- Anthicus distincticeps
- Anthicus foedus
- Anthicus golbachi
- Anthicus gounellei
- Anthicus roedingeri
- Ischyropalpus adstrictus
- Ischyropalpus baeri
- Ischyropalpus interamnis
- Ischyropalpus parallelus
- Ischyropalpus proprius
- Ischyropalpus sericans
- Ischyropalpus titschacki
- Sapintus diosensis
- Sapintus ovalis
- Sapintus subulatus
- Sapintus surinamensis
- Vacusus apicicornis
- Vacusus infernus
- Vacusus parvus
- Vacusus peruvianus
- Cadogenius iquitosensis
- Macratria canaliculata
- Macratria eichelbaumi
- Macratria princeps
- Notoxus peruvianus
- Plesionotoxus boliviensis
- Plesionotoxus lebasii
- Tomoderus germaini
- Tomoderus impressipennis
- Tomoderus inhabilis

### Obumierkowate(Monotomidae)
W Peru stwierdzono 5 gatunków:
- Europs bilineatus
- Monotoma sp.
- Thione cephalotes
- Thione championi
- Thione puncticeps

### Oleicowate(Meloidae)
W Peru stwierdzono 64 gatunki:

- Spastica weyrauchi
- Cissites maculata
- Nemognatha chrysomeloides
- Nemognatha cuzcoensis
- Nemognatha gibbifrons
- Nemognatha mimula
- Nemognatha peruviana
- Zonitis cantharoides
- Zonitis superba
- Meloetyphlus fuscatus
- Tetraonyx atricolor
- Tetraonyx chevrolati
- Tetraonyx cincta
- Tetraonyx limbata
- Tetraonyx nigricornis
- Tetraonyx nigrifrons
- Tetraonyx parviceps
- Tetraonyx peruviana
- Epicauta adspersa
- Epicauta anthracina
- Epicauta aymara
- Epicauta bucephala
- Epicauta circellaris
- Epicauta convergenta
- Epicauta dilaticornis
- Epicauta imitatrix
- Epicauta korytkowskii
- Epicauta latitarsis
- Epicauta limbaticollis
- Epicauta mirabilis
- Epicauta monrosi
- Epicauta nigrans
- Epicauta peruensis
- Epicauta solaniperda
- Epicauta weyrauchi
- Epicauta willei
- Epicauta zischkai
- Lyttomeloe saulcyi
- Parameloe alatus
- Spastomeloe formosus
- Spastomeloe singularis
- Spastomeloe weyrauchi
- Lyttamorpha peruana
- Lyttamorpha reichenbachi
- Pseudomeloe andensis
- Pseudomeloe cockerelli
- Pseudomeloe collegialis
- Pseudomeloe denieri
- Pseudomeloe escomeli
- Pseudomeloe espostoi
- Pseudomeloe haemopterus
- Pseudomeloe homonyma
- Pseudomeloe humeralis
- Pseudomeloe hunteri
- Pseudomeloe larroussei
- Pseudomeloe mineaceomaculatus
- Pseudomeloe pustulatus
- Pseudomeloe roubaudi
- Pseudomeloe stenopterus
- Pseudomeloe titschacki
- Pseudopyrota ephemeris
- Pseudopyrota lyttomeloides
- Pseudopyrota sanguinithorax
- Pyrota vittigera

### Omarlicowate(Silphidae)
W Peru stwierdzono 6 gatunków:
- Nicrophorus didymus
- Nicrophorus scrutator
- Oxelytrum anticola
- Oxelytrum cayennense
- Oxelytrum discicolle
- Oxelytrum erythrurum

### Omomiłkowate(Cantharidae)
W Peru stwierdzono 142 gatunki:

- Discodon arnetti
- Discodon baeri
- Discodon bifossicolle
- Discodon bipartiticorne
- Discodon birubronotatum
- Discodon breuningi
- Discodon brevebasale
- Discodon brevenotaticeps
- Discodon carinatum
- Discodon chacoense
- Discodon chapini
- Discodon cosnipatanum
- Discodon curtulum
- Discodon cuzcoense
- Discodon diasense
- Discodon elongatum
- Discodon erythrocephalum
- Discodon flavipes
- Discodon grande
- Discodon huadquinaense
- Discodon huellanganum
- Discodon humeropictum
- Discodon hyacinthinum
- Discodon immaculatum
- Discodon luridum
- Discodon macropterum
- Discodon maximicorne
- Discodon minutemaculatum
- Discodon neosubannulipes
- Discodon nigrum
- Discodon peruvianum
- Discodon piceitarse
- Discodon reductecinctum
- Discodon robustum
- Discodon rossi
- Discodon ruficeps
- Discodon scapulare
- Discodon severum
- Discodon subannulipes
- Discodon testaceicorne
- Discodon testaceum
- Discodon tibiale
- Discodon trimaculatum
- Discodon weyrauchi
- Discodon inapicale
- Discodon longesuturale
- Discodon otuzconense
- Discodon otuzcosum
- Peltariosilis scutulata
- Polemius annulimembris
- Polemius basihumeralis
- Polemius depressicornis
- Polemius disjunctus
- Polemius geniculatus
- Polemius lugens
- Polemius luteofasciatus
- Polemius nigricolor
- Polemius semiaurantiacus
- Polemius unisulcatus
- Silis acutipennis
- Silis foveolata
- Silis latemetallica
- Silis major
- Silis mathani
- Silis maxima
- Silis nigriscutum
- Silis peruviana
- Silis pilifera
- Tytthonyx flavofemoralis
- Tytthonyx peruvianus
- Tytthonyx testaceohumeralis
- Plectonotum howdeni
- Plectonotum inca
- Plectonotum longissimum
- Plectonotum martinezi
- Plectonotum peruanum
- Plectonotum ruficolle
- Belotus baeri
- Belotus brevipennis
- Chauliognathus aricanus
- Chauliognathus atricolor
- Chauliognathus atrolineatus
- Chauliognathus bimaculatipennis
- Chauliognathus binotaticollis
- Chauliognathus bipartitus
- Chauliognathus brunnescens
- Chauliognathus cinguliventris
- Chauliognathus corvinus
- Chauliognathus cyaneipennis
- Chauliognathus gaullei
- Chauliognathus hamatus
- Chauliognathus heros
- Chauliognathus implicitus
- Chauliognathus impressithorax
- Chauliognathus incertus
- Chauliognathus infernalis
- Chauliognathus inunctus
- Chauliognathus latelineatus
- Chauliognathus latemetallicus
- Chauliognathus laticornis
- Chauliognathus lineatofemoralis
- Chauliognathus luctuosus
- Chauliognathus nigrimembris
- Chauliognathus nigrobimaculatus
- Chauliognathus sinuatithorax
- Chauliognathus sulfureoapicalis
- Chauliognathus sulphureus
- Chauliognathus tabidus
- Chauliognathus tenuis
- Chauliognathus trinotaticollis
- Chauliognathus tripartitus
- Chauliognathus vagenotatus
- Daiphron angustaticeps
- Daiphron bisignatum
- Daiphron infasciatum
- Daiphron longulum
- Daiphron minutum
- Daiphron multicostatum
- Daiphron scutellare
- Lobetus grandis
- Lobetus inapicalis
- Lobetus kavanaughi
- Lobetus peruvianus
- Macromalthinus globuliventris
- Malthesis binotatus
- Malthesis brevenotatus
- Malthesis hickeri
- Malthesis latevittatus
- Maroniodes amazonicus
- Maroniodes apicicornis
- Maroniodes hiekei
- Maroniodes monstrosicornis
- Maroniodes inca
- Maroniodes laticornis
- Maroniodes ruficeps
- Maronius annulicornis
- Maronius brevipennis
- Maronius nigerrimus
- Maronius pulcher
- Microdaiphron bicoloricorne
- Microdaiphron peruvianum
- Psilorhynchus bifasciatus
- Malthoichthyurus plicatipennis

### Osówkowate(Vesperidae)
W Peru stwierdzono:
- Anoploderma bicolor
- Anoploderma peruvianum

### Osuszkowate(Elmidae)
W Peru stwierdzono 51 gatunków:

- Disersus ambocheilus
- Disersus quincemil
- Hexanchorus tibialis
- Phanocerus charopus
- Austrelmis condimentarius
- Austrelmis confluenta
- Austrelmis confusa
- Austrelmis consors
- Austrelmis dorotae
- Austrelmis gilsoni
- Austrelmis glabra
- Austrelmis lata
- Austrelmis peruana
- Austrelmis steineri
- Austrelmis woytkowskii
- Austrolimnius formosus
- Austrolimnius tarsalis
- Cylloepus araneolus
- Cylloepus atys
- Cylloepus caicus
- Cylloepus consobrinus
- Cylloepus drymus
- Cylloepus olenus
- Cylloepus palpalis
- Cylloepus silius
- Cylloepus tuberculatus
- Cylloepus ulpianus
- Heterelmis glabra
- Heterelmis obesa
- Heterelmis simplex
- Heterelmis vilcanota
- Hexacylloepus nothrus
- Hintonelmis sandersoni
- Macrelmis aeolis
- Macrelmis amanus
- Macrelmis amazonica
- Macrelmis graniger
- Macrelmis peruviana
- Macrelmis striata
- Microcylloepus angustus
- Microcylloepus latus
- Microcylloepus steffani
- Neoelmis apicalis
- Notelmis bifoveolata
- Onychelmis leleupi
- Stegoelmis andersoni
- Stenhelmoides pubipes
- Stenhelmoides rufulus
- Stenhelmoides strictifrons
- Xenelmis leechi
- Xenelmis marcapata

### Otrupkowate(Byrrhidae)
W Peru stwierdzono 1 nieoznaczony gatunek z rodzaju Chaetophora.

### Passalidae
W Peru stwierdzono 50 gatunków:

- Passalus abortivus
- Passalus aduncus
- Passalus anguliferus
- Passalus arrowi
- assalus barrus
- Passalus caelatus
- Passalus coniferus
- Passalus convexus
- Passalus elfriedae
- Passalus episcopus
- Passalus huebneri
- Passalus inca
- Passalus interruptus
- Passalus interstitialis
- Passalus latifrons
- Passalus occipitalis
- Passalus peruvianus
- Passalus plicatus
- Passalus prominens
- Passalus pubicostatus
- Passalus pugionatus
- Passalus pugionifer
- Passalus punctiger
- Passalus rhodocanthopoides
- Passalus rotundatus
- Passalus rusticus
- Passalus schneideri
- Passalus spinifer
- Passalus zangi
- Paxillus camerani
- Paxillus forsteri
- Paxillus leachi
- Popilius amazonicus
- Popilius marginatus
- Spasalus crenatus
- Spasalus kaupi
- Verres furcilabris
- Veturius amazonicus
- Veturius arawak
- Veturius cephalotes
- Veturius ecuadoris
- Veturius guntheri
- Veturius inca
- Veturius libericornis
- Veturius sinuosus
- Veturius spinipes
- Veturius standfussi
- Veturius tarsipes
- Veturius unicornis
- Veturius yahua

### Passandridae
W Peru stwierdzono 2 gatunki:
- Catogenus lebasii
- Taphroscelidia postica

### Poświętnikowate(Scarabaeidae)
W Peru stwierdzono 898 gatunków z 10 podrodzin:

### Przekraskowate(Cleridae)
W Peru stwierdzono 92 gatunki:

- Aphelocerus immarginatus
- Axina fasciata
- Ctenaxina brunnea
- Enoclerus anceps
- Enoclerus apicatus
- Enoclerus arrowi
- Enoclerus axillaris
- Enoclerus bellus
- Enoclerus cinctus
- Enoclerus cinereopilosus
- Enoclerus deliciolus
- Enoclerus faber
- Enoclerus fasciatus
- Enoclerus faustus
- Enoclerus lugubris
- Enoclerus mutabilis
- Enoclerus nodulifer
- Enoclerus peruvianus
- Enoclerus pusio
- Enoclerus rufimanus
- Enoclerus rufofemoratus
- Enoclerus triplagiatus
- Enoclerus venator
- Perilypus acus
- Perilypus crassus
- Priocera abdominalis
- Priocera cylindrica
- Priocera femoralis
- Priocera miersiana
- Priocera quadrinotata
- Priocera spinosa
- Pyticara flavicollis
- Amboakis micula
- Ellipotoma tenuiformis
- Epiphloeus duodecimmaculatus
- Ichnea aequinoctialis
- Ichnea callanga
- Ichnea divisa
- Ichnea frenata
- Ichnea gregata
- Ichnea helvolicollis
- Ichnea incerta
- Ichnea marginella
- Ichnea plumbea
- Ichnea procera
- Ichnea roseicollis
- Iontoclerus humeralis
- Iontoclerus sericeus
- Madoniella cracentis
- Megaphloeus animosus
- Megaphloeus mucoreus
- Megaphloeus setulosus
- Megaphloeus sexplagiatus
- Megaphloeus terzonatus
- Megaphloeus variegatus
- Megaphloeus velutinus
- Plocamocera castanea
- Plocamocera confrater
- Plocamocera sericella
- Plocamocera sesquipedalis
- Pyticeroides arrogans
- Stegnoclava fumigata
- Necrobia rufipes
- Neorthopleura tricolor
- Loedelia mexicana
- Apolopha eucharis
- Apolopha reichei
- Apolopha suturalis
- Corinthiscus lividus
- Corinthiscus lobaticollis
- Corinthiscus riveti
- Corinthiscus sexpunctatus
- Corinthiscus spectabilis
- Cregya conformis
- Cregya divisa
- Cregya flavomarginata
- Cregya frontalis
- Cregya gemina
- Cregya irrorata
- Cregya klugi
- Cregya peruviana
- Cregya sexnotata
- Cregya sexnotata var. quadrinotata
- Pelonium amoenum
- Pelonium lividum
- Pelonium lobaticolle
- Pelonium pilosum
- Pelonium riveti
- Pelonium sexpunctatum
- Pelonium viridipenne
- Pilosirus brunoi
- Platynoptera peruviana
- Platynoptera peruviana var. lineatithorax
- Callotillus elegans

### Psephenidae
W Peru stwierdzono 1 gatunek:
- Psephenus robacki

### Ptilodactylidae
W Peru stwierdzono 38 gatunków:

- Anchytarsus palpalis
- Anchytarsus “species B”
- Aploglossa aureonotata
- Aploglossa baeri
- Aploglossa collaris reducta
- Aploglossa collaris testaceicollis
- Aploglossa testaceipes
- Bradytoma lyciformis
- Chelonariomorphus sp.
- Ptilodactyla angusta
- Ptilodactyla atricolor
- Ptilodactyla baeri
- Ptilodactyla cisteloides
- Ptilodactyla compressa
- Ptilodactyla decumana
- Ptilodactyla heterophya
- Ptilodactyla impressipennis
- Ptilodactyla lamellifera
- Ptilodactyla luteitarsus
- Ptilodactyla minuta
- Ptilodactyla nigra
- Ptilodactyla nodieri
- Ptilodactyla obesa
- Ptilodactyla obscura
- Ptilodactyla omospila
- Ptilodactyla pallescens
- Ptilodactyla peruviana
- Ptilodactyla peruviensis
- Ptilodactyla praecellens
- Ptilodactyla probanda
- Ptilodactyla punosa
- Ptilodactyla scutellaris
- Ptilodactyla secedens
- Ptilodactyla simulans
- Ptilodactyla tricoloricornis
- Ptilodactyla truncaticollis
- Ptilodactyla vilis

### Ryjkowcowate(Curculionidae)

#### Kornikowate(Scotylinae)
W Peru stwierdzono 248 gatunków:

- Bothrosternus hirsutus
- Cnesinus bicolor
- Cnesinus columbianus
- Cnesinus nitidus
- Cnesinus reticulatus
- Cnesinus vorontsovi
- Eupagiocerus ater
- Pagiocerus frontalis
- Sternobothrus bicaudatus
- Sternobothrus carinatus
- Carphodicticus cristatus
- Araptus convexifrons
- Araptus eggersi
- Araptus hymenaeae
- Araptus mucunae
- Araptus punctatissimus
- Araptus varius
- Pityophthorus donbrighti
- Pityophthorus maslovi
- Pityophthorus tishechkini
- Pityophthorus vilcabambensis
- Amphicranus brownei
- Amphicranus dohrni
- Amphicranus elegantulus
- Amphicranus explicitus
- Amphicranus quadrimaculatus
- Amphicranus tenuis
- Amphicranus woytkowskii
- Corthyloxiphus emarginatus
- Corthylus alienus
- Corthylus cecropicolens
- Corthylus concisus
- Corthylus merkli
- Corthylus peruanus
- Corthylus praeustus
- Corthylus pseudoexcisus
- Corthylus serrulatus
- Corthylus truncatus
- Metacorthylus velutinus
- Microcorthylus obscuriceps
- Monarthrum bicolor
- Monarthrum bifoveatum
- Monarthrum chapuisi
- Monarthrum costatum
- Monarthrum fimbraticorne
- Monarthrum ingens
- Monarthrum intermedium
- Monarthrum hagedorni
- Monarthrum lobatum
- Monarthrum obesum
- Monarthrum peruanum
- Monarthrum peruvianum
- Monarthrum posticum
- Monarthrum proximum
- Monarthrum scobiceps
- Monarthrum subductum
- Monarthrum sulcipenne
- Acorthylus pruni
- Cryptocarenus brevicollis
- Cryptocarenus diadematus
- Cryptocarenus heveae
- Cryptocarenus seriatus
- Cryptocarenus spatulatus
- Hypocryphalus mangiferae
- Hypothenemus areccae
- Hypothenemus eruditus
- Hypothenemus obscurus
- Hypothenemus opacus
- Hypothenemus parvistriatus
- Hypothenemus rugosipes
- Hypothenemus seriatus
- Hypothenemus suspectus
- Stegomerus pygmaeus
- Coccotrypes advena
- Coccotrypes aciculatus
- Coccotrypes carpophagus
- Coccotrypes cyperi
- Coccotrypes dactyliperda
- Coccotrypes distinctus
- Coccotrypes rhizophorae
- Dendrocranulus dervish
- Dendrocranulus knizeki
- Dendrocranulus satipensis
- Gymnochilus glaber
- Gymnochilus consocius
- Gymnochlius zonatus
- Microborus aberrans
- Microborus boops
- Pycnarthrum carinatum
- Scolytodes callegari
- Scolytodes eximius
- Scolytodes frontocarinatus
- Scolytodes imitans
- Scolytodes majula
- Scolytodes interpunctatus
- Scolytodes peruana
- Scolytodes schoenemanni
- Scolytodes similis
- Scolytodes solarius
- Scolytodes unipunctatus
- Hylesinus toranio
- Hylesinus varius
- Phloeoborus asper
- Phloeoborus cristatus
- Phloeoborus grossus
- Phloeoborus irregularis
- Phloeoborus punctatorugosus
- Phloeoborus rudis
- Phloeoborus scaber
- Phloeoborus signatus
- Vorontsovia andina
- Acanthotomicus duplicatus
- Premnobius ambitiosus
- Premnobius cavipennis
- Hylocurus woytkowskii
- Pseudothysanoes dimorphus
- Pseudothysanoes plaumanni
- Pseudothysanoes tecomi[35]
- Pseudothysanoes vorontsovi
- Dryotomicus woodrex
- Phloeotribus biguttatus
- Phloeotribus hylurgulus
- Phloeotribus incanus
- Phloeotribus pilifer
- Phloeotribus pilula
- Phloeotribus rudis
- Phloeotribus setulosus
- Phloeotribus subovatus
- Phloeotribus truncatus
- Phloeotribus uniseriatus
- Phloeotribus willei
- Phloeotribus woytkowskii
- Chramesus flechtmanni
- Chramesus granulipennis
- Chramesus peruanus
- Chramesus schoenmanni
- Cladoctonus corumbensis
- Cladoctonus interruptus
- Dendrosinus ater
- Dendrosinus globosus
- Phloeosinus sp.
- Pseudochrameus opacus
- Phrixosoma peruvianum
- Camptocerus aeneipennis
- Camptocerus angustior
- Camptocerus aterrimus
- Camptocerus costatus
- Camptocerus major
- Camptocerus mandelshtami
- Camptocerus niger
- Camptocerus noel
- Camptocerus occidentallis
- Camptocerus opacicollis
- Camptocerus orientalis
- Camptocerus pseudoangustior
- Camptocerus suturalis
- Ceratolepis amazonica
- Ceratolepis insignis
- Cnemonyx acuminatus
- Cnemonyx vestitus
- Cnemonyx rugulosus
- Cnemonyx setulosus
- Loganius flavicornis
- Scolytopsis peruanus
- Scolytus amazonicus
- Scolytus angustatus
- Scolytus antennatus
- Scolytus bicinctus
- Scolytus canellae
- Scolytus carveli
- Scolytus costellatus
- Scolytus cristatus
- Scolytus excavatus
- Scolytus lindemani
- Scolytus mozolevskae
- Scolytus neofacialis
- Scolytus peruensis
- Scolytus proximus
- Scolytus rugulosus
- Scolytus thoracicus
- Scolytus vagabundus
- Scolytus woodi
- Ambrosidmus alexae
- Ambrosiodmus coffeicus
- Ambrosiodmus hagedorni
- Ambrosiodmus obliquus
- Cnestus peruanus
- Cnestus retifer
- Cnestus retusus
- Coptoborus catulus
- Coptoborus cuneatus
- Coptoborus neosphenos
- Coptoborus nudulus
- Coptoborus pseudotenuis
- Coptoborus tolimanus
- Coptoborus vespatorius
- Dryocoetoides capucinus
- Dryocoetoides cristatus
- Dryocoetoides flavus
- Dryocoetoides granulicauda
- Dryocoetoides paradoxus
- Euwallacea posticus
- Sampsonius alvarengai
- Sampsonius dampfi
- Sampsonius giganteus
- Sampsonius kuaizi
- Sampsonius lapidosus
- Sampsonius obtusicornis
- Sampsonius pedrosai
- Sampsonius prolongatus
- Sampsonius quadrispinosus
- Sampsonius sagittarius
- Sampsonius sulcatus
- Taurodemus flavipes
- Taurodemus splendidus
- Theoborus coartatus
- Theoborus pristis
- Theoborus villosulus
- Xyleborinus gracilis
- Xyleborinus intersetosus
- Xyleborinus reconditus
- Xyleborinus saginatus
- Xyleborinus sentosus
- Xyleborus affinis
- Xyleborus asper
- Xyleborus bispinatus
- Xyleborus bolivianus
- Xyleborus caraibicus
- Xyleborus concetus
- Xyleborus discretus
- Xyleborus ferox
- Xyleborus ferrugineus
- Xyleborus foederatus
- Xyleborus horridicus
- Xyleborus latipennis
- Xyleborus macer
- Xyleborus magnificus
- Xyleborus mimicus
- Xyleborus perlongus
- Xyleborus peruvianus
- Xyleborus princeps
- Xyleborus procer
- Xyleborus semipunctatus
- Xyleborus spathipennis
- Xyleborus spinulosus
- Xyleborus volvulus
- Xylechinus smithae[35]
- Xylosandrus compactus
- Xylosandrus curtulus
- Micracis wataensis[35]

#### Wyrynnikowate(Platypodinae)
W Peru stwierdzono 54 nazwane i 46 nienazwanych gatunków:

- Cenocephalus epistomalis
- Cenocephalus rugicollis
- Tesserocerus dewalquei
- Tesserocerus elegans
- Tesserocerus ericius
- Tesserocerus forcipatus
- Tesserocerus guerini
- Tesserocerus inermis
- Tesserocerus procer
- Tesserocerus rudis
- Tesserocerus spinax
- Tesserocranulus nevermanni
- Costaroplatus abditus
- Costaroplatus carinulatus
- Costaroplatus clunis
- Costaroplatus manus
- Costaroplatus pusillimus
- Epiplatypus brasiliensis
- Epiplatypus secus
- Euplatypus alternans
- Euplatypus bilobatus
- Euplatypus cribricollis
- Euplatypus decorus
- Euplatypus dimidiatus
- Euplatypus longulus
- Euplatypus parallelus
- Euplatypus segnis
- Megaplatypus artecarinatus
- Megaplatypus asperatus
- Megaplatypus bicornis
- Megaplatypus brevicaudatus
- Megaplatypus dentatus
- Megaplatypus discicollis
- Megaplatypus equadorensis
- Megaplatypus exaratus
- Megaplatypus exitiosus
- Megaplatypus fuscus
- Megaplatypus gregalis
- Megaplatypus irrepertus
- Megaplatypus irruptus
- Megaplatypus jelskii
- Megaplatypus mutatus
- Megaplatypus peruanus
- Megaplatypus tiriosensis
- Neotrachyostus distinctus
- Neotrachyostus digitalis
- Neotrachyostus quadrilobus
- Platypus subaequalispinosus
- Platyphysus obtusus
- Teloplatypus brunneus
- Teloplatypus enixus
- Teloplatypus excisus
- Teloplatypus ratzeburgi

### Scirtidae
W Peru stwierdzono 1 nieoznaczony gatunek z rodzaju Cyphon lub Contacyphon.

### Silvanidae
W Peru stwierdzono 1 gatunek:
- Monanus concinnulus

### Skałubnikowate(Nosodendridae)
W Peru stwierdzono 3 gatunki:
- Nosodendron politum
- Nosodendron testudinum
- Nosodendron thompson

### Skórnikowate(Dermestidae)
W Peru stwierdzono 43 gatunki:

- Dermestes ater
- Dermestes carnivorus
- Dermestes frischii
- Dermestes haemorrhoidalis
- Dermestes maculatus
- Dermestes peruvianus
- Attagenus fasciatus
- Caccoleptus lamarrei
- Caccoleptus peruanus
- Caccoleptus westerduijni
- Cryptorhopalum baeri
- Cryptorhopalum callanganum
- Cryptorhopalum cleryi
- Cryptorhopalum cuespani
- Cryptorhopalum diehli
- Cryptorhopalum eximium
- Cryptorhopalum grandjeani
- Cryptorhopalum guerini
- Cryptorhopalum heydeni
- Cryptorhopalum infasciatum
- Cryptorhopalum orbiculosum
- Cryptorhopalum peruvianum
- Cryptorhopalum presuturale
- Cryptorhopalum punctifrons
- Cryptorhopalum quadripunctatum
- Cryptorhopalum quadrisignatum
- Cryptorhopalum rufum
- Cryptorhopalum rusticolle
- Cryptorhopalum trisignatum
- Cryptorhopalum unifasciatum
- Hemirhopalum apicale
- Hemirhopalum cynaneum
- Hemirhopalum laticolle
- Hemirhopalum longipenne
- Orphinus fulvipes
- Sodaliatoma konvickai
- Trogoderma angustum
- Trogoderma anthrenoides
- Trogoderma granarium
- Trogoderma inclusum
- Trogoderma rufonotatum
- Trogoderma variabile
- Trogoderma westerduijni

### Sprężykowate(Elateridae)
W Peru stwierdzono 164 gatunki:

- Dilobitarus bellus
- Dilobitarsus impressicollis
- Dilobitarus quadrituberculatus
- Lacon palliatus
- Aeolus bivittatus
- Aeolus gaudichaudi
- Aeolus saulcyi
- Aeolus scriptus
- Aeolus terminatus
- Conoderus apiatus
- Conoderus belti
- Conoderus bipartitus
- Conoderus conspersus
- Conoderus falli
- Conoderus ferrugineomarginatus
- Conoderus inquinatus
- Conoderus intermissus
- Conoderus lacerosus
- Conoderus lituratus
- Conoderus melanurus
- Conoderus peruanus
- Conoderus repandus
- Conoderus rufipennis
- Conoderus sticticus
- Heteroderes amplicollis
- Alampoides alychnus
- Alampoides badius
- Alampoides fulvus
- Alampoides tessellatus
- Anaissus girardi
- Anaissus tarsalis
- Peralampes occiduus
- Lygelater bifossulatus
- Lygelater indicus
- Opselater melanurus
- Pyrearinus amplicollis
- Pyrearinus basalis
- Pyrearinus lucidulus
- Pyrearinus scintillula
- Pyrophorus angustus
- Pyrophorus divergens
- Pyrophorus dulcifer
- Pyrophorus noctilucus
- Alaus cinnamomoeus
- Chalcolepidius aurulentus
- Chalcolepidius chalcantheus
- Chalcolepidius corpulentus
- Chalcolepidius erythroloma
- Chalcolepidius fryi
- Chalcolepidius jansoni
- Chalcolepidius limbatus
- Chalcolepidius mocquerysi
- Chalcolepidius peruanus
- Chalcolepidius porcatus
- Chalcolepidius virens
- Chalcolepis similis
- Lacais glauca
- Propalaus alicii
- Propalaus haroldi
- Platycrepidius castus
- Agrypnella squamifer
- Semiotus acutus
- Semiotus affinis
- Semiotus angulatus
- Semiotus angustus
- Semiotus antennalis
- Semiotus bilineatus
- Semiotus bispinus
- Semiotus carus
- Semiotus convexicollis
- Semiotus cristatus
- Semiotus cuspidatus splendidus
- Semiotus cyrtomaris
- Semiotus fleutiauxi
- Semiotus fulvicollis
- Semiotus furcatus
- Semiotus gibbosus
- Semiotus illigeri
- Semiotus imperialis
- Semiotus intermedius
- Semiotus kirschi
- Semiotus ligneus
- Semiotus limatus
- Semiotus nigriceps
- Semiotus regalis
- Semiotus schaumi
- Semiotus seladonius
- Semiotus superbus
- Semiotus taeniatus
- Semiotus virgatus
- Lissomus argenteocaudatus
- Lissomus bifloccosus
- Lissomus mediotestaceus
- Esthesopus biformis
- Esthesopus hieroglyphicus
- Esthesopus humeralis
- Esthesopus humilis
- Horistonotus cleryi
- Horistonotus exoletus
- Horistonotus nigricollis
- Horistonotus peruvianus
- Horistonotus popularis
- Horistonotus suturalis
- Horistonotus tetraspilotus
- Horistonotus unicolor
- Diplostethus peruanus
- Probothrium furvum
- Tomicephalus sanguinicollis
- Cardiorhinus baeri
- Cosmesus adrastoides
- Cosmesus flavus
- Cosmesus gracilis
- Cosmesus maculipennis
- Cosmesus pallidus
- Cosmesus parvicollis
- Cosmesus robustus
- Paracosmesus basalis
- Paracosmesus cruciatus
- Paracosmesus dimidiatus
- Paracosmesus melanurus
- Paracosmesus terminatus
- Pomachilius andinus
- Pomachilius apicalis
- Pomachilius maculifrons
- Pomachilius marginatis
- Pomachilius nigriceps
- Pomachilius spinosus
- Pomachilius sulcifrons
- Pomachilius unifasciatus
- Agelasinus antennalis
- Achrestus antennalis
- Achrestus lamellicornis
- Achrestus suturalis
- Achrestus trilineatus
- Achrestus venustus
- Anoplischius anguinus
- Anoplischius conicipennis
- Anoplischius conicus
- Anoplischius melanurus
- Anoplischius planicollis
- Crepidius flabellifer
- Crepidius ornatus
- Cyathodera spinipennis
- Dipropus ellipticus
- Dipropus ferrugatus
- Dipropus laterus
- Dipropus nigrovittatus
- Dipropus puncticollis
- Heterocrepidius ventralis
- Anchastus virgatus
- Physorhinus distigma
- Physorhinus gudenzii
- Physorhinus lateralis
- Physorhinus sexnotatus
- Cylindroderus limbatus
- Dodecacius nigricollis
- Dodecacius testaceus
- Octinodes aequatorius
- Octinodes dimidiatus
- Balgus obconicus
- Balgus schnusei schnusei
- Thylacosternus walckenaeri

### Świetlikowate(Cleridae)
W Peru stwierdzono 89 gatunków:

- Amydetes vigorsi
- Dodacles interfusa
- Dryptelytra cayennensis
- Dryptelytra longipennis
- Ethra conserta
- Ethra testaceicollis
- Psilocladus apicalis
- Psilocladus atricornis
- Psilocladus atromaculatus
- Psilocladus haemorrhoidalis
- Psilocladus peruvianus
- Psilocladus pici
- Vesta cincticollis
- Vesta melanura
- Magnoculus jocosus
- Magnoculus olivieri
- Aspisoma aelianum
- Aspisoma angustum
- Aspisoma bisignatum
- Aspisoma grossum
- Aspisoma nitens
- Aspisoma sinuaticolle
- Calyptocephalus opimus
- Calyptocephalus picturatus
- Dilychnia guttula
- Lucidota albocincta
- Lucidota apicipennis
- Lucidota aurantiaca
- Lucidota baeri
- Lucidota basalis
- Lucidota bicolor
- Lucidota binotata
- Lucidota consors
- Lucidota dissimilis
- Lucidota eucera
- Lucidota heterocera
- Lucidota immemor
- Lucidota interrupta
- Lucidota laticornis
- Lucidota lecontei
- Lucidota luteohumeralis
- Lucidota macrescens
- Lucidota marginicollis
- Lucidota ornate
- Lucidota pallipes
- Lucidota parallela
- Lucidota peruviana
- Lucidota probata
- Lucidota reductitincta
- Lucidota saepta
- Lucidota severa
- Lucidota submaculata
- Lucidota viridescens
- Lucio dimidiatum
- Lucio diversum
- Lucio oblectata
- Lucio obscurum
- Macrolampis acicularis
- Macrolampis olivieri
- Petalacmis praeclarus
- Phaenolis infausta
- Phaenolis olivieri
- Photinoides mystrionophorus
- Photinus cinctellus
- Photinus erichsoni
- Photinus flaveolus
- Photinus fuscicornis
- Photinus interruptus
- Photinus lavali
- Photinus maculicollis
- Photinus marcapatanus
- Photinus minutissimus
- Photinus otuzeosus
- Photinus reductimarginalis
- Photinus subinterruptus
- Photinus tricolorithorax
- Photinus venustulus
- Photinus viduus
- Platylampis explanata
- Platylampis madresa
- Bicellonycha ornaticollis
- Bicellonycha rospigliosi
- Photuris apicalis
- Photuris cincticollis
- Photuris inapicalis
- Photuris signatipennis
- Photuris unicolor
- Photuris unifasciata
- Pyrogaster testaceithorax

### Wachlarzykowate(Ripiphoridae)
W Peru stwierdzono 5 gatunków:
- Trigonodera apicicornis
- Trigonodera bistriata
- Trigonodera nubila
- Macrosiagon multinotatum
- Macrosiagon vittatum

### Wygonakowate(Ochodaeidae)
W Peru stwierdzono tylko:
- Parochodaeus bituberculatus

### Zadrzewkowate(Erotylidae)
W Peru stwierdzono 303 gatunki:

- Pharaxonotha kirschii
- Loberus tropicus
- Hapalips hispidus
- Acryptophagus sp.
- Platoberus sp.
- Pseudhapalips lamellifer
- Thallisella peruviana
- Brasilanguria flavipes
- Camptocarpus longicollis cylindricollis
- Compsolanguria reichei
- Crotchia coptengoides
- Crotchia gibbosa
- Crotchia metallica
- Crotchia nana
- Goniolanguria colombiana
- Goniolanguria excelsa
- Goniolanguria intermedia
- Langurites verticalis
- Empocryptus sp.
- Toramus bifasciatus
- Megalodacne indica latifasciata
- Pselaphacus contaminatus
- Pselaphacus curvipes
- Pselaphacus gorhami
- Pselaphacus mysticus
- Pselaphacus nigropunctatus
- Pselaphacus puncticollis
- Pselaphacus rubricatus
- Pselaphacus signatus
- Ischyrus auriculatus
- Ischyrus boucardi
- Ischyrus chacojae
- Ischyrus disconigrum
- Ischyrus duponti
- Ischyrus fraternus
- Ischyrus grammicus
- Ischyrus kempferi
- Ischyrus mimus
- Ischyrus mystacis
- Ischyrus peruae
- Ischyrus peruvianus
- Ischyrus quadripunctatus
- Ischyrus scriptus
- Ischyrus tetrasticus
- Ischyrus tripunctatus
- Ischyrus velatus
- Megischyrus bartleti
- Megischyrus catenatus
- Megischyrus circumcinctus
- Megischyrus columbianus
- Megischyrus decempunctatus
- Megischyrus elongatus
- Megischyrus jurinei
- Megischyrus laetus
- Megischyrus planior
- Megischyrus semitinctus
- Megischyrus sicarius
- Megischyrus zonalis
- Callischyrus cyanopterus
- Callischyrus insignis
- Cyrtomorphus pusillus
- Mycotretus adalioides
- Mycotretus antesignatus
- Mycotretus apicalis
- Mycotretus bicolor
- Mycotretus bicoloratus
- Mycotretus cinctellus
- Mycotretus cordiger
- Mycotretus cunctans
- Mycotretus derasofasciatus
- Mycotretus dichrous
- Mycotretus discoidalis
- Mycotretus dispar
- Mycotretus dorsonotatus
- Mycotretus duodecimguttatus
- Mycotretus fidelis
- Mycotretus floriger
- Mycotretus gemmula
- Mycotretus lepidus
- Mycotretus maculatus
- Mycotretus multimaculatus
- Mycotretus opalescens
- Mycotretus opalizans
- Mycotretus ornatus
- Mycotretus pebasensis
- Mycotretus pelliciens
- Mycotretus peruae
- Mycotretus prioteloides
- Mycotretus pygmaeus
- Mycotretus quadripunctatus
- Mycotretus quadristriolatus
- Mycotretus savignyi
- Mycotretus scitulus
- Mycotretus sericeonitens
- Mycotretus suturalis
- Mycotretus thoracicus
- Mycotretus tigrinoides
- Mycotretus tigrinus
- Mycotretus tricolor
- Mycotretus tucuruiensis
- Mycophtorus peruvianus
- Pseudolybas sp.
- Lybas atripennis
- Lybas bicolor
- Lybas dorsalis
- Lybas kleinei
- Lybas normalis
- Lybas puncticollis
- Lybanodes bicolor
- Lybanodes stigmatus
- Mycolybas lucidus
- Cyclomorphus octopunctatus
- Cyclomorphus sicardi
- Strongylosomus alutaceus
- Strongylosomus dichrous
- Strongylosomus peruvianus
- Strongylosomus rugosus
- Aegithus armitagei
- Aegithus bartletti
- Aegithus brunnipennis
- Aegithus burmeisteri
- Aegithus circumfusus
- Aegithus clavicornis
- Aegithus consularis
- Aegithus cribrosus
- Aegithus cyanipennis
- Aegithus dohrni
- Aegithus hemisphaericus
- Aegithus inflatus
- Aegithus luteus
- Aegithus multistriatus
- Aegithus nigrocinctus
- Aegithus politus
- Aegithus punctatissimus
- Aegithus sanguinans
- Aegithus satellitius
- Aegithus striatellus
- Iphiclus circulus
- Iphiclus dilectus
- Iphiclus duplicatus
- Iphiclus laetus
- Iphiclus octolinearis
- Iphiclus octopunctatus
- Iphiclus perlepidus
- Iphiclus sedecimlinearis
- Iphiclus sedecimstrigatus
- Iphiclus zonulus
- Iphiclus fulvipennis
- Iphiclus grammicus
- Iphiclus obliquatus
- Iphiclus oblongonotatus
- Iphiclus proximus
- Iphiclus rufescens
- Iphiclus rufifrons
- Iphiclus tabidus
- Iphiclus thoracicus
- Iphiclus luscus
- Iphiclus guttiger
- Iphiclus intersectus
- Iphiclus sedecimmaculatus
- Iphiclus titschacki
- Iphiclus adamsi
- Iphiclus erotyloides
- Iphiclus glyptoderus
- Iphiclus intercedens
- Iphiclus interruptus
- Iphiclus mutabilis
- Iphiclus nebulosus
- Iphiclus placitus
- Iphiclus procerus
- Iphiclus quadrisignatus
- Iphiclus ruficeps
- Iphiclus atriventris
- Iphiclus disconigrum
- Iphiclus lateripunctatus
- Iphiclus nigritarsis
- Iphiclus posticenigrum
- Iphiclus pyrrhocephalus
- Iphiclus rufipennis
- Iphiclus simplex
- Iphiclus amictus
- Iphiclus andicola
- Iphiclus batesi
- Iphiclus bicinctus
- Iphiclus bistrifoliatus
- Iphiclus dorsalis
- Iphiclus epipleuralis
- Iphiclus incas
- Iphiclus jacinthoi
- Iphiclus miles
- Iphiclus mirus
- Iphiclus nigripennis
- Iphiclus nigrotrifasciatus
- Iphiclus odyneroides
- Iphiclus perplexus
- Iphiclus peruvianus
- Iphiclus puncticollis
- Iphiclus quinquefasciatus
- Iphiclus salamandra
- Iphiclus tricinctus
- Iphiclus ucayalensis
- Iphiclus westwoodi
- Erotylus crotchi
- Erotylus crucifer
- Erotylus decipiens
- Erotylus dilaceratus
- Erotylus elongatulus
- Erotylus flavopunctatus
- Erotylus imitans
- Erotylus incertus
- Erotylus incomparabilis
- Erotylus jucundus
- Erotylus kuhnti
- Erotylus laetus
- Erotylus loratus
- Erotylus margineguttatus
- Erotylus melanostictus
- Erotylus nautae
- Erotylus neglectus
- Erotylus nigrocinctus
- Erotylus olivieri
- Erotylus parcepunctatus
- Erotylus parvus
- Erotylus peregrinus
- Erotylus peruvianus
- Erotylus rudepunctatus
- Erotylus scenicus
- Erotylus singularis
- Erotylus spectrum
- Erotylus staudingeri
- Erotylus subreticulatus
- Erotylus superbus
- Erotylus taeniatus
- Erotylus trichromaticus
- Erotylus ustulatus
- Erotylus varians
- Erotylus variomaculatus
- Erotylus voeti
- Erotylus ziczac
- Erotylina atrotibialis
- Erotylina bardia
- Erotylina bassleri
- Erotylina ecuadorica
- Erotylina jaspidea
- Erotylina maculiventris
- Erotylina multiguttata
- Erotylina scita
- Erotylina toxophora
- Gibbifer anthracinus
- Gibbifer armillatus
- Gibbifer ater
- Gibbifer badeni
- Gibbifer dromedarius
- Gibbifer gibbosus
- Gibbifer gracilis
- Gibbifer irroratus
- Gibbifer maximus
- Gibbifer miliaris
- Gibbifer patellatus
- Gibbifer sticticus
- Gibbifer stillatus
- Gibbifer tigrinus
- Gibbifer zebu
- Barytopus dubitabilis
- Barytopus hesitans
- Barytopus lunulatus
- Oligocorynus convexus
- Oligocorynus hybridus
- Oligocorynus militarioides
- Oligocorynus peruvianus
- Oligocorynus rugipunctatus
- Oligocorynus zebra
- Scaphidomorphus bosci
- Prepopharus americanus
- Prepopharus bitaeniatus
- Prepopharus diffinis
- Prepopharus eduardoi
- Prepopharus herbsti
- Prepopharus impluviatus
- Prepopharus obliteratus
- Prepopharus partitus
- Prepopharus tricolor
- Neopriotelus bimaculatus
- Neopriotelus elegans
- Neopriotelus obsoletus
- Neopriotelus peruvianus
- Neopriotelus stellio
- Neopriotelus zebra
- Phricobacis arduus
- Phricobacis flavomaculatus
- Phricobacis marginatus
- Ellipticus atripennis
- Ellipticus dorbignyi
- Ellipticus hepaticus
- Ellipticus niger
- Ellipticus octomaculatus
- Ellipticus orbignyanus
- Ellipticus peruvianus
- Ellipticus spinifer
- Ellipticus terminalis
- Ellipticus testaceus
- Ellipticus inflatus
- Ellipticus laevis

### Zgniotkowate(Cucujidae)
W Peru stwierdzono 3 gatunki:
- Palaestes freyreissi
- Palaestes nigriceps
- Palaestes tenuicornis